# 2025年澳洲聯邦大選
2025年澳洲聯邦大選（英語：2025 Australian federal election）在2025年5月3日星期六舉行，以選出澳大利亚政府执政党和第48屆澳大利亞國會的議員，包括澳大利亚众议院的150名議員和澳大利亚参议院76名議員中的40名議員。選票至少將計票兩次，一次是在投票站，另一次是在計票中心。新南威爾士州和維多利亞州在這次選舉中減少一個眾議院議員名額，而西澳大利亞州則增加一個，眾議院總議員數因此從151個減少至150個。現任總理安東尼·艾巴尼斯領導的澳洲工黨（ALP）尋求連任，而反對黨領袖彼得·達頓所率領的自由—国家聯盟黨（LNP）則試圖在一屆在野後重新執政。
选前的民意调查曾预测工党可能会输掉政府或不得不组成悬峙议会的少数派政府，但在三次电视辩论后工党民调反超开始获得舆论优势，专家预测其可能会以微弱优势赢得多数席位。但選舉當晚仅三个小时后，點票結果就顯示工黨比聯盟黨贏得压倒性的更多席位，成功連任下屆澳洲政府。聯盟黨领袖達頓甚至输掉了自己迪克森选区的席位，當晚承認敗選并致電艾巴尼斯表示祝賀。这是自2007年大选约翰·霍华德输掉自己的本尼朗选区以来，首次有两大主要政党的领袖在议会中失去议席而不得不退出联邦政坛；而艾巴尼斯是自2004年大选以来的二十年间第一位獲選連任的總理。工黨更是自1966年大選以來首次有執政黨連任時沒輸掉任何議席。
儘管自由党和國家黨結盟參加選舉，但選後兩黨一度未續簽聯盟協議，暫停了長達38年的合作關係，但在自由黨於關鍵政策上作出讓步後，兩黨在分家8天後重組。

## 背景

### 上届选举
2022年澳洲聯邦大選於5月21日舉行，投票率達89.82%。

#### 上届眾議院選舉結果
- 在上屆2022年選舉中，澳洲工黨（以下簡稱工黨）和自由-國家聯盟（以下簡稱聯盟黨）兩大傳統政黨的總得票率首次跌破70%，而其他小黨及獨立候選人的得票率則有所上升。
- 工黨在此次選舉中獲得32.58%的初選票，贏得77個眾議院席位，比上屆增加9席，尤其在悉尼和墨爾本的選區取得關鍵性勝利，成功贏得絕對多數。這是自2007年以來，工黨首次取得眾議院多數席位。然而，這一得票率較上屆減少0.76個百分點，創下1937年以來新低，且再次低於聯盟黨。
- 由自由黨與國家黨組成的聯盟黨在此次選舉中獲得35.70%的初選票，雖成為最高得票政黨，但較上屆下降5.73個百分點，僅獲得58個眾議院席位，比上屆減少19席，尤其是在新南威爾士州和維多利亞州的都市地區，傳統支持者轉向獨立候選人和綠黨，此次結果也創下自1946年以來的最低紀錄。時任總理斯科特·莫里森在敗選後宣布辭去自由黨黨魁一職。
- 綠黨在此次選舉中取得12.25%的初選票，較上屆增加1.85個百分點，眾議院席次從1席增至4席，創下該黨歷史新高。尤其在在昆士蘭州的布里斯本等都市選區表現突出，並在墨爾本維持穩定支持度。
- 凱特的澳洲黨（以下簡稱凱特黨）只在北昆士蘭三個選區參選，在此次選舉中取得0.38%的初選票，較上屆減少0.11個百分點，繼續在肯尼迪連任。該黨未能在其他選區取得突破，影響力仍局限於肯尼迪選區。
- 中間聯盟只在梅約選區參選，在此次選舉中取得0.25%的初選票，較上屆減少0.08個百分點，繼續連任。
- 許多政黨如一國黨與統一澳洲黨（以下簡稱統一黨）在此次選舉獲得相當多初選票，但未能在眾議院贏得席位。
- 其餘許多獨立候選人在此次選舉中取得5.29%的初選票，較上屆增加1.92個百分點，並贏得10席，其中“青綠色獨立候選人”（teal independents，指有一些绿色政治倾向的中间偏右/“偏蓝”人士，通常是上层中产白领背景的女性候选人）在傳統上由聯盟黨掌控的富裕都市選區勝選，拿下了其中7席。

#### 上届參議院選舉結果
- 在上屆2022年選舉中，工黨和聯盟黨兩大傳統政黨的總得票率首次跌破65%，而其他小黨及獨立候選人的得票率則有所上升。
- 工黨在此次選舉表現穩定，獲得了30.09%的初選票，較上屆增加1.30個百分點，參議院總席次從25席增至26席。雖然這使工黨成為參議院的最大單一政黨（聯盟黨算政黨聯盟），但仍未達到絕對多數（39席），因此在推動立法時，必須尋求綠黨或其他獨立議員的支持。
- 聯盟黨在此次選舉中遭遇重大挫敗，席次從37席下降至32席，雖仍是第一大黨團，失去了參議院的控制權。其得票率拿到34.24%的初選票，較上屆下降3.75個百分點，顯示選民對其施政表現的不滿。
- 綠黨在本次選舉中獲得歷史性突破，獲得了12.66%的初選票，較上屆增加2.47個百分點，席次從9席增至12席，成為參議院的第三勢力，並擁有關鍵的「造王者」角色。
- 一國黨在昆士蘭州的農村地區仍保有支持基礎，但全國得票率僅為4.29%的初選票，較上屆下降1.11個百分點，僅贏得1席，總席次達到2席。
- 統一黨在昆士蘭州取得突破，但在其他州未能贏得席位。全國得票率獲得3.46%的初選票，較上屆上升1.10個百分點，並贏得1席，為創黨以來第二佳。
- 傑奎·蘭比聯盟（以下簡稱蘭比黨）在塔斯馬尼亞州取得進展，但在其他州未能贏得席位。全國得票率獲得0.27%的初選票，較上屆微幅上升0.06個百分點，且新當選1席，總席次達到2席，使該黨在參議院的影響力擴大。

選後2日，時任總督大衛·赫爾利為艾班尼斯與其四位核心成員宣誓，並由艾班尼斯成立政府。
艾班尼斯隨後宣布，已獲五名跨黨派議員承諾將支持政府財政運作，並不會推動不信任案。

### 上屆議會组成
第47届澳大利亚議會于2022年7月26日开幕。自由党迎来了新的党领袖，由前国防部长兼内政部长达顿接替了卸任总理莫里森的职位。

#### 2022年
- 2022年12月23日，卡萊爾選區的國家黨議員安德魯·基（英语：Andrew Gee）因不滿國家黨公開反對「原住民之聲」公投，宣布退出該黨並成為獨立議員。此變動使得國會中立黨派的議員席次增至17席，而聯盟黨席次減至57席。[14]

#### 2023年
- 2023年1月16日，聯盟黨參議員吉姆·墨蘭逝世，隨後於同年 5 月由瑪麗亞·科瓦奇奇（英语：Maria Kovacic）接替其職位。
- 2023年2月6日，綠黨參議員莉迪亞·索普（英语：Lidia Thorpe）宣布退出該黨，並改以獨立議員身份繼續擔任參議員。
- 2023年4月1日，工黨候選人瑪麗·道爾（英语：Mary Doyle）在阿斯頓選區補選（英语：2023 Aston by-election）中獲勝，此次補選因聯盟黨現任議員艾倫·塔奇辭職而舉行。該結果被視為一次重大冷門，標誌著自1920年卡爾古利補選（英语：1920 Kalgoorlie by-election）以來，首次有執政黨在補選中從反對黨手中奪得席位。隨之，工黨在眾議院的席次增至78席，而聯盟黨則減至56席。
- 2023年5月，現任聯盟黨議員斯圖爾特·羅伯特辭職，導致昆士蘭黃金海岸的法登選區需舉行補選（英语：2023 Fadden by-election）。最終，聯盟黨候選人卡梅倫·考德威爾（英语：Cameron Caldwell）成功當選，國會議席分布未發生變化。
- 同月，西雪梨福勒選區的獨立議員黎黛與費爾菲爾德市長法蘭克·卡博內（英语：Frank Carbone (politician)）共同成立「西雪梨聯盟（英语：Western Sydney Community）」，該政黨主要立足於西雪梨地區。[15]
- 2023年6月15日，因遭到前國家黨參議員阿曼達·斯托克（英语：Amanda Stoker）及獨立參議員索普指控涉及性不當行為，自由黨參議員大衛·范（英语：David Van）被逐出黨籍，隨後以獨立議員身份繼續任期。
- 2023年11月14日，因黨內初選落敗，聯盟黨議員羅素·布羅德本特（英语：Russell Broadbent）宣布退黨，並加入無黨籍議員陣營。同月，戴夫·夏爾馬（英语：Dave Sharma）在瑪麗斯·佩恩辭職後回歸議會，並以聯盟黨參議員身份重返政壇。
- 2023年12月4日，工黨議員佩塔·墨菲（英语：Peta Murphy）因癌症逝世，導致工黨在眾議院的席次降至77席。然而，2024年3月2日，工黨候選人喬迪·貝利亞（英语：Jodie Belyea）在鄧克利選區補選（英语：2024 Dunkley by-election）中成功保住該席位，使工黨席次恢復至78席。

#### 2024年
- 2024年2月28日，前總理兼庫克選區議員莫里森辭職，使聯盟黨在眾議院的席次減少。然而，在2024年4月的補選（英语：2024 Cook by-election）中，聯盟黨候選人西蒙·甘迺迪（英语：Simon Kennedy）成功當選，維持該選區的聯盟黨代表。
- 2024年1月，工黨參議員帕特·多德森（英语：Pat Dodson）因癌症治療辭去參議員職務，其席位由瓦倫·戈什（英语：Varun Ghosh）接任。
- 2024年3月，工黨參議員琳達·懷特（英语：Linda White (politician)）逝世，由麗莎·達爾馬寧（英语：Lisa Darmanin (politician)）接替
- 次月，綠黨參議員珍妮特·萊斯（英语：Janet Rice）辭職，並由史蒂芬·霍金斯-梅（英语：Steph Hodgins-May）填補空缺。
- 2024年3月28日，塔斯馬尼亞州參議員塔米·泰瑞爾（英语：Tammy Tyrrell）退出蘭比黨（英语：Jacqui Lambie Network），改為獨立參議員，導致參議院席次變動。
- 同年7月，工黨參議員法蒂瑪·佩曼（英语：Fatima Payman）因不滿工黨對以哈戰爭的立場，退出黨籍並加入無黨籍議員行列。三個月後，她成立「澳洲之聲黨（英语：Australia’s Voice）」，計劃在此次選舉中推派候選人角逐參、眾兩院席位。
- 2024年8月25日，聯盟黨參議員傑拉德·雷尼克（英语：Gerard Rennick）在黨內初選落敗後宣布退黨，成為獨立議員。他亦仿效佩曼，宣布成立「人民優先黨（英语：Gerard Rennick People First）」，以確保其名字能出現在選票上的政黨欄位。[16]

#### 2025年
- 2025年1月28日，自由黨參議員西蒙·伯明翰辭去議員職務。一週後的2月6日，莉亞·布萊斯（英语：Leah Blyth）獲任命接替其席位。
- 在大選前，兩個下議院席位出現空缺。2025年1月19日，隸屬聯盟黨並在國家黨黨團活動的基斯·皮特（英语：Keith Pitt）辭去欣克勒選區選區議員職務；次日，工黨議員比爾·蕭頓亦辭去瑪利拜朗選區選區議席。由於兩人的辭職時間距離聯邦大選過近，未舉行補選。

### 第47屆議會大事記
- 兩大政黨的領袖均在整個第47屆國會（英语：47th Parliament of Australia）期間保持不變。現任總理艾班尼斯預計將完成其第一個完整任期，並連任工黨領袖；而達頓則有望完成其作為反對黨領袖及聯盟黨領袖的首個完整任期。艾班尼斯內閣曾於2024年7月進行改組，隨後於2025年1月進行小幅調整；另一方面，達頓的影子內閣（英语：Shadow ministry of Peter Dutton）則分別於2023年4月、2024年3月及2025年1月進行改組。
- 2023年原住民之聲公投在第47屆國會前半段成為政治討論的焦點。該倡議最早源自2017年的《烏魯魯之心宣言（英语：Uluru Statement from the Heart）》，並獲工黨納入其2022年大選政綱。最初，支持「原住民之聲」的同意陣營曾獲得部分跨黨派支持，包括聯盟黨成員如前述的基（英语：Andrew Gee）、前原住民事務部長肯・懷亞特（英语：Ken Wyatt），以及時任影子原住民事務部長朱利安・李瑟（英语：Julian Leeser）。[17]然而，國家黨於2022年11月公開反對該提案，自由黨亦在2023年4月表態反對。新當選的鄉村自由黨參議員雅辛塔・南皮金帕・普萊斯（英语：Jacinta Nampijinpa Price）接任李瑟職位，並成為反對陣營的核心人物。[18]2023年8月，艾班尼斯宣布公投將於10月14日舉行，最終有60%選民（包括所有六個州的多數選民）投下反對票，否決了該憲法修正案。該公投案的失敗被視為對工黨的重大打擊，及損失大量政治資本。[19]
- 2022年9月，英國女王伊麗莎白二世辭世，隨後舉行國葬。2023年5月，查理斯三世與卡蜜拉王后正式加冕。2024年10月，查理斯三世訪問澳洲，成為2011年以來首位到訪的在位君主。無黨籍參議員索普因反對《原住民之聲》提案，於2023年2月退出綠黨。她在澳洲國會大廈的活動上向查理斯三世大聲抗議，引發媒體關注。[20]
- 澳洲的以哈戰爭抗議活動（英语：Gaza war protests in Australia）於2023年10月爆發。該戰爭在當地猶太與穆斯林社群間引發強烈反應，被視為對澳洲社會和平對話的重大挑戰。隨之而來的反猶太主義與伊斯蘭恐懼症事件顯著增加，促使政府任命三位「特別使節」應對局勢：2024年7月，吉莉安·西格爾（英语：Jillian Segal）出任「打擊反猶太主義特別使節」，工黨議員彼得·卡利爾（英语：Peter Khalil）擔任「社會凝聚特別使節」；2024年9月，阿夫塔布·馬利克被任命為「打擊伊斯蘭恐懼症特別使節」。[21][22]
- 氣候變遷仍然是備受關注的議題，部分原因在於一系列自然災害帶來的影響，包括2022年澳大利亞東南部洪水與2023–24年叢林大火（英语：2023–24 Australian bushfire season），分別導致七人與十人喪生。此外，2023年12月的賈斯珀氣旋（英语：Cyclone Jasper）及2025年3月的阿爾弗雷德氣旋（英语：Cyclone Alfred (2025)）重創澳洲東海岸，造成嚴重財產損失。
- 政府基礎建設方面亦有多項改革，包括：2023年7月成立「國家反貪腐委員會（英语：National Anti-Corruption Commission (Australia)）」；2023年11月推出「澳洲住房未來基金」；2024年10月以「行政審查法庭（英语：Administrative Review Tribunal）」取代「行政上訴法庭（英语：Administrative Appeals Tribunal）」；以及2024年11月通過《網絡安全修正法案（英语：Online Safety Amendment）》。[23]

### 選舉日期

#### 憲法和法律規定
影響選舉日期選擇的憲法及法律條文包括：
- 憲法第12條規定：「任何州的總督得發布令狀，以舉行該州參議員的選舉。」[26]
- 憲法第13條規定，參議員選舉應在議席出缺前的十二個月期間內舉行。[27]
- 憲法第28條指出：「眾議院的任期自首次開會日起為期三年，並不得延長。但總督可提前解散眾議院。」[28]鑑於第47屆澳洲國會（英语：47th Parliament of Australia）於2022年7月26日召開，其任期將於2025年7月25日屆滿。
- 憲法第32條指出：「眾議院任期屆滿或宣布解散後，應於十日內發布選舉令狀。」換言之，2025年7月25日屆滿後的第十日為8月4日。[29]
- 《聯邦選舉法》第156(1)條規定：「候選人提名日應為选举令状（英语：Writ of election）發布後的第10日至第27日之間。」自2025年8月4日起算27日為8月31日。
- 《聯邦選舉法》第157條規定：「投票日應為提名日後第23日至第31日之間。」[30][31]自2025年8月31日起算31日為10月1日（星期三）。
- 《聯邦選舉法》第158條規定：「投票日應為星期六。」因此，10月1日之前的星期六為2025年9月27日，這即為眾議院選舉的最晚可能日期。[32]

在半數參議員改選中，選舉必須於其任期屆滿前一年內舉行。因此，最早可發布半參議院選舉令狀的日期為2024年7月1日。鑑於選舉活動至少需33天，眾議院與半參議院同步選舉的最早可行日期為2024年8月3日（星期六）。
至於最遲的半參議院選舉日期，必須預留足夠時間完成點票並交回選舉令狀，以便新當選的參議員可於2025年7月1日正式就職。上屆選舉的選舉令狀是在2022年6月24日交回，即選舉後34日。依此推算，2025年半參議院選舉的最遲日期為2025年5月17日（星期六）。
至於「雙重解散」（旨在打破立法僵局、解散兩院之憲法機制），依規定不得於眾議院任期屆滿前六個月內啟動。因此，針對第47屆國會的雙重解散，最遲須於2025年1月24日之前由總督核准。考量與前述選舉階段相同的時間安排，雙重解散選舉的最遲可能日期為2025年3月29日。唯有在同一法案於三個月間隔內兩度遭參議院否決，且先前經眾議院通過的情況下，方可觸發雙重解散。

#### 日期安排
2024年9月5日，在國家殘障保險計畫及政府服務部長修頓宣布即將從政壇退休之際，總理艾班尼斯表示，他可能會將聯邦大選日期排在修頓於2025年2月離開國會之後。艾班尼斯同時指出，按照規定，選舉最遲須於2025年5月前舉行。
須考量的另一因素是，西澳州選舉已排定於2025年3月8日舉行。若當日同時舉行聯邦大選，將需將州選改至隔週六；然而，州與聯邦選舉時間過於接近亦不理想。為避免兩場選舉的競選活動互相干擾，聯邦大選最理想的情況應安排在州選結束之後。考慮到最短33天的選舉宣傳期，聯邦大選最早可於2025年4月12日舉行。若欲在該日期舉行大選，必須於3月初宣布選舉，屆時原訂於3月25日公布的2025年聯邦預算將需延後至選舉之後。
2025年3月第一週，媒體對艾班尼斯可能於4月12日舉行聯邦大選的猜測日益升溫。與此同時，預測指出阿爾弗雷德氣旋將於3月8日左右登陸，並對昆士蘭州東南部及新南威爾斯州北部造成影響，該日亦為西澳州選舉之日。3月7日，艾班尼斯宣布，他已排除於4月12日舉行大選的可能性，並表示聯邦政府將如期於3月25日提交預算案。
此舉旨在避免艾班尼斯因選舉宣布行程而須離開災後復原地區返回坎培拉，亦為防止選舉活動與氣旋災害應對和復原工作相衝突。鑒於4月19日與26日分別與復活節及紐澳軍團日連假重疊，在該等日期舉行大選恐引發不便與不滿。故剩下之可能日期僅餘5月3日、10日及17日；惟5月3日亦為昆士蘭與北領地的勞動節連假期間。
在2025年聯邦預算公布前，外界普遍揣測艾班尼斯將於預算案後的週五或週日宣布大選，預計投票日為5月3日或10日。隨著謠言傳出艾班尼斯可能於3月28日（週五）宣布選舉，相關臆測迅速升溫。3月27日（週四），總理及內閣部意外於X上發布並隨即刪除一則訊息，提及政府已進入「看守期」，更進一步加劇了選舉將宣布的傳聞。

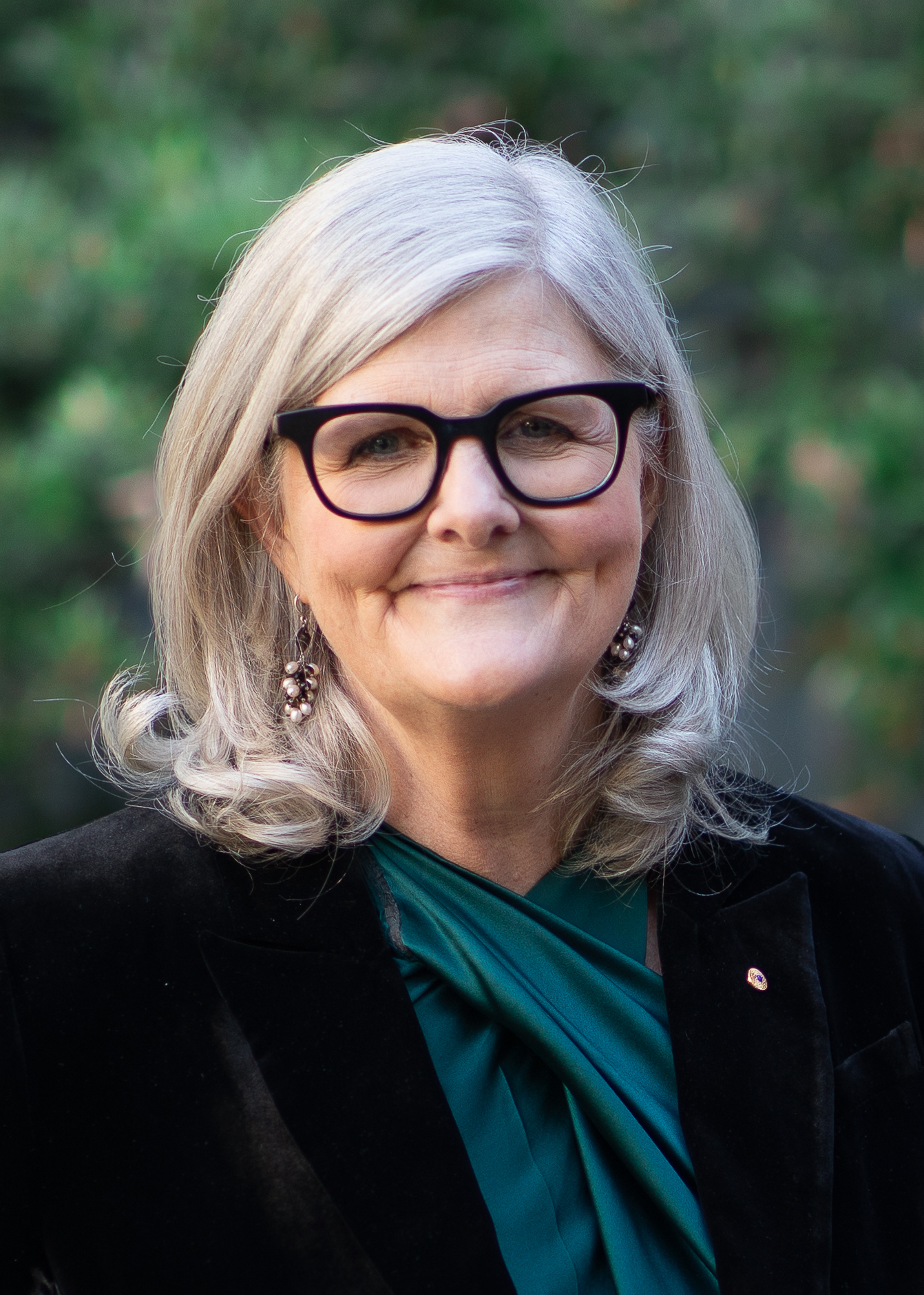
現任總督薩曼莎·莫斯廷

多家媒體預測選舉將定於5月3日舉行。果不其然，3月28日，艾班尼斯拜會總督薩曼莎·莫斯廷，建議其宣布國會休會並解散眾議院。總督隨即照辦，並正式宣布5月3日為選舉日。

### 選前议席情况
各政党按照上次联邦选举的得票比例排序。
| 政党或联盟 | 政党或联盟    | 众议院         | 众议院             | 众议院 | 参议院         | 参议院             | 参议院 |
| 政党或联盟 | 政党或联盟    | 2022年选举结果 | 截至 2025年2月24日 | 变化   | 2022年选举结果 | 截至 2025年2月24日 | 变化   |
| ---------- | ------------- | -------------- | ------------------ | ------ | -------------- | ------------------ | ------ |
|            | 工党          | 77             | 77                 | ━ 0    | 26             | 25                 | ▼ 1    |
|            | 自由-國家聯盟 | 58             | 53                 | ▼ 5    | 32             | 30                 | ▼ 2    |
|            | 绿党          | 4              | 4                  | ━ 0    | 12             | 11                 | ▼ 1    |
|            | 一國黨        | 0              | 0                  | ━ 0    | 2              | 2                  | ━ 0    |
|            | 統一澳洲黨    | 0              | 0                  | ━ 0    | 1              | 1                  | ━ 0    |
|            | 凱特的澳洲黨  | 1              | 1                  | ━ 0    | 0              | 0                  | ━ 0    |
|            | 中间联盟      | 1              | 1                  | ━ 0    | 0              | 0                  | ━ 0    |
|            | 傑奎·蘭比聯盟 | 0              | 0                  | ━ 0    | 2              | 1                  | ▼ 1    |
|            | 澳洲之聲      | 0              | 0                  | ━ 0    | 0              | 1                  | ▲ 1    |
|            | 人民優先黨    | 0              | 0                  | ━ 0    | 0              | 1                  | ▲ 1    |
|            | 獨立議員      | 10             | 13                 | ▲ 3    | 1              | 4                  | ▲ 3    |
|            | 空缺          | 0              | 2                  | ▲ 2    | 0              | 0                  | ━ 0    |
| 总计席位   | 总计席位      | 151            | 151                | 151    | 76             | 76                 | 76     |

## 选举制度

### 眾議院

排序複選制的示意圖。

澳洲眾議院選舉選票。

眾議院由150個席次組成（比2022年少一席），這些席位透過單一選區、即時第二輪投票制產生。在澳洲，該投票制度採用完全排序複選制：選民必須依照個人偏好，將該選區所有候選人按順序編號，數字「1」代表首選。
在計票過程中，首先統計每位候選人的第一優先票；若無人獲得過半票數，則淘汰票數最少者，並將其選票依據第二偏好重新分配至其他候選人。此流程持續進行，直到有候選人獲得絕對多數為止。
選票上必須對所有候選人進行排序，否則視為無效票。不過，選舉法允許在特定情況下將某些選票視為有效，例如僅有一個格子未填的情況。
在實務操作上，政黨志工會在投票所門口發放「投票指南」卡，向選民建議其候選人偏好排序的方式。

### 參議院

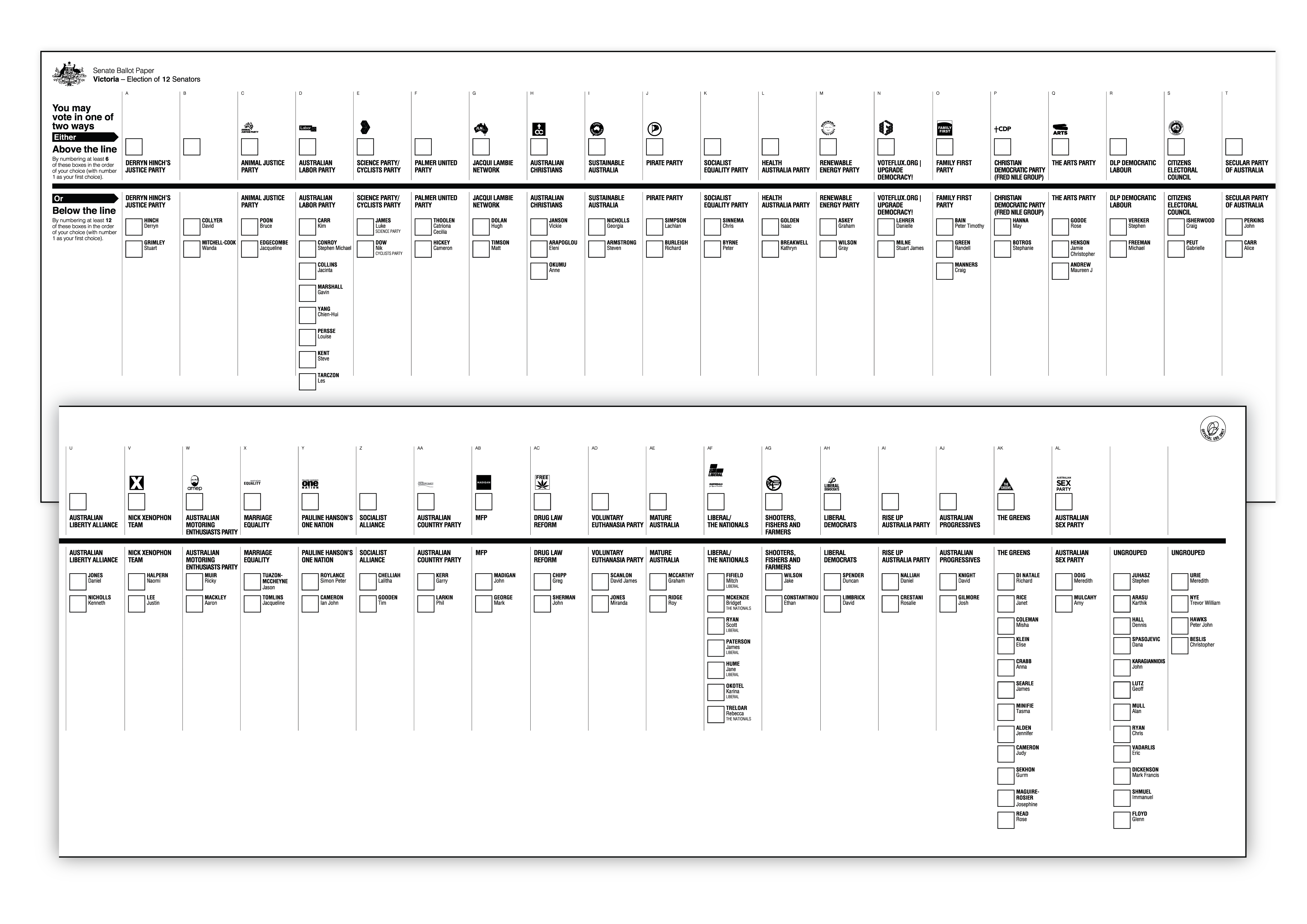
澳洲參議院選舉選票。

參議院則由76個席次組成，這些席次是透過单一可转移投票制在多席次選區中選出。澳洲的六個州各自構成一個選區，每區選出12名參議員，任期六年，但每三年改選一半。相比之下，北領地與首都領地（坎培拉）則各選出2名參議員，任期三年，且每次均全數改選。
儘管眾議院的改選是全面性的，參議院則通常是部分改選——每三年會有約40席需要改選，其中包含各州6席與各領地2席。不過，在發生「雙重解散」的情況下，參議院也可能與眾議院同步全面改選；此時，部分州的參議員將例外地只任職三年。
此一具比例代表性質的投票制度，要求選民依照個人偏好對候選人排序，於選票上在候選人姓名旁寫下數字，「1」代表最優先的選擇。該制度屬於非強制全序型，也就是說，選民並不需對所有候選人進行編號，只需最少標註相當於該選區可選出席次「兩倍」的人數即可；當然，若願意，他們仍可標註更多。
實務上，根據選舉法，若選民至少為六名候選人標註編號，其選票即可視為有效。
候選人在選票上依政黨分組排列，選民可自由選擇某一政黨所屬的所有候選人，亦可跨黨選擇不同政黨的候選人。選民亦可選擇僅勾選一個政黨，此舉將使其所有偏好依該黨所提供的候選人排序自動分配。若選擇此類「政黨投票」，選民仍需至少為六名候選人標註編號，但選舉法仍接受僅勾選一個政黨的選票為有效票。
政黨並不一定需提名與可選席次相同數量的候選人，尤其小型政黨常會刻意提名較少人選，以避免選票過度分散。選票格式為：各政黨名稱橫向排列於「線」的上方，而該黨候選人則依直欄方式排列於「線」下方。因此，直接依候選人排序投票被稱為「線下投票」（Below the Line），而勾選政黨的投票方式則被稱為「線上投票」（Above the Line）。
在開票階段，首先會依據「有效票總數加一」除以「應選出席次數加一」的公式，計算出候選人當選所需的得票門檻。隨後，統計所有選民的第一順位偏好票，凡直接達到門檻者即告當選。
對於已當選候選人，其多餘選票將依其選民的第二順位偏好，分配給尚未當選的其他候選人，協助其累積得票以爭取當選。若沒有候選人達到門檻，或在分配第二偏好後仍有席次未補足，則淘汰票數最少的候選人，並將其選票依照次序偏好重新分配。倘若偏好順位指向已當選或已淘汰者，則自動跳至下一順位偏好，依此類推。
此一流程將不斷重複，直至選出與應選席次相符的候選人數為止。
由於此選舉制度結合了多席次選區與近乎比例代表制，參議院選舉通常涉及大量候選人，使得開票過程極為繁瑣，常需耗費數週時間方能完成。選票至少計票兩次：首先在投票站進行計票，從選舉日後的星期一晚開始在計票中心再次計票。

### 选区重划
澳大利亚选举委员会在每届新众议院首次开会一年后，须确定各州和领地应拥有的众议院议席数。如果某州的议席数量发生变化，则需在该州重新进行选区重划。但若该次重划开始的时间距离众议院任期届满不足一年，则会推迟重划。
2023年7月，澳大利亚选举委员会根据2022年12月的人口数据做出了议席分配决定。此次分配导致新南威尔士州的议席减少至46个，维多利亚州的议席减少至38个，而西澳大利亚州则增加了1个议席，达到16个。由此，众议院席位总数将在2025年联邦选举时从151个降至150个。
2024年5月及6月，澳大利亚选举委员会发布了选区变动的初步方案，建议在西澳大利亚州伯斯东区新设布尔温克尔选区，并撤销位于维多利亚州墨尔本东南内城区的希金斯选区（該區議員為工党蜜雪兒·阿南達-拉賈）以及位于新南威尔士州悉尼东北内城区的北悉尼选区（該區議員為青色獨立人士凱莉亞·丁克）。此外，委员会还建议对上述三个州内多个现有选区的边界进行调整。
2024年9月5日，委员会确认了西澳与维多利亚州的选区变动方案，新选区分别于9月24日和10月17日正式公告生效。新南威尔士州的调整于9月12日确认，并于10月10日公告生效。根据安东尼·格林的分析，重大调整包括哈斯勒克选区西移、墨尔本与威尔斯选区南移，以及奇泽姆与孟席斯选区西移。
原定于2024年11月在塔斯马尼亚州进行的选区重划因临近众议院任期届满而推迟，将在第48届议会首次会议后的30日内启动。

### 选民登记
合资格选民必须强制登记。选民须在地址变更或年满18岁后8周内通知选举委员会。新选民登记或更新个人資料的截止日期为选举令状发布后一周左右。16至17岁的年轻人可选择登记，但只有满18岁后才能投票。已申请入籍的人士可申请临时登记，在获得公民身份后立即生效。

## 政黨和候選人
主要參選政黨與選前席次如下：
|  | 工党          | 社會民主主義 社會自由主義 | 中間偏左       | 安東尼·艾班尼斯             | 32.58% (眾) 30.09% (參) | 77 / 15126 / 76 | 77 / 15125 / 76 | 執政黨 |   |   |
|  | 自由-國家聯盟 | 自由保守主義 社會保守主義 | 中間偏右至右派 | 彼得·達頓                   | 35.70% (眾) 34.24% (參) | 58 / 15132 / 76 | 53 / 15130 / 76 | 在野黨 |   |   |
|  | 绿党          | 綠色政治 進步主義         | 左派           | 亞當·賓德                   | 12.25% (眾) 12.66% (參) | 4 / 15112 / 76  | 4 / 15111 / 76  | 中立   |   |   |
|  | 一國黨        | 民族保守主義 右翼民粹主義 | 極右派         | 寶琳·韓森                   | 4.96% (眾) 4.29% (參)   | 0 / 1512 / 76   | 0 / 1512 / 76   | 中立   |   |   |
|  | 愛國者號角    | 特朗普主义 右翼民粹主義   | 右派至極右派   | 蘇埃倫·萊特森 克萊夫·帕爾默 | 新政黨                  | –               | 0 / 1510 / 76   | 中立   |   |   |
|  | 凱特的澳洲黨  | 農業社會主義 社會保守主義 | 右派           | 羅比·凱特                   | 0.38% (眾) 沒有參選(參) | 1 / 1510 / 76   | 1 / 1510 / 76   | 中立   |   |   |
|  | 中间联盟      | 民粹主義 社會自由主義     | 中間派         | 麗貝卡·沙爾基               | 0.25% (眾) 沒有參選(參) | 1 / 1510 / 76   | 1 / 1510 / 76   | 中立   |   |   |
|  | 傑奎·蘭比聯盟 | 民粹主義 社會保守主義     | 大帳篷         | 傑奎·蘭比                   | 沒有參選(眾) 0.27% (參) | 0 / 1512 / 76   | 0 / 1511 / 76   | 中立   |   |   |
|  | 澳洲之聲      | 社會民主主義 社會自由主義 | 中間派         | 法蒂瑪·佩曼                 | 新政黨                  | –               | 0 / 1511 / 76   | 中立   |   |   |
|  | 人民優先黨    | 保守主義 民族保守主義     | 右派至極右派   | 傑拉德·雷尼克               | 新政黨                  | –               | 0 / 1511 / 76   | 中立   |   |   |
|  | 無黨籍和其他  | —                         | —              | —                           | 5.29% (眾) 0.85% (參)   | 10 / 1511 / 76  | 13 / 1514 / 76  | —      | — | — |

## 時間軸

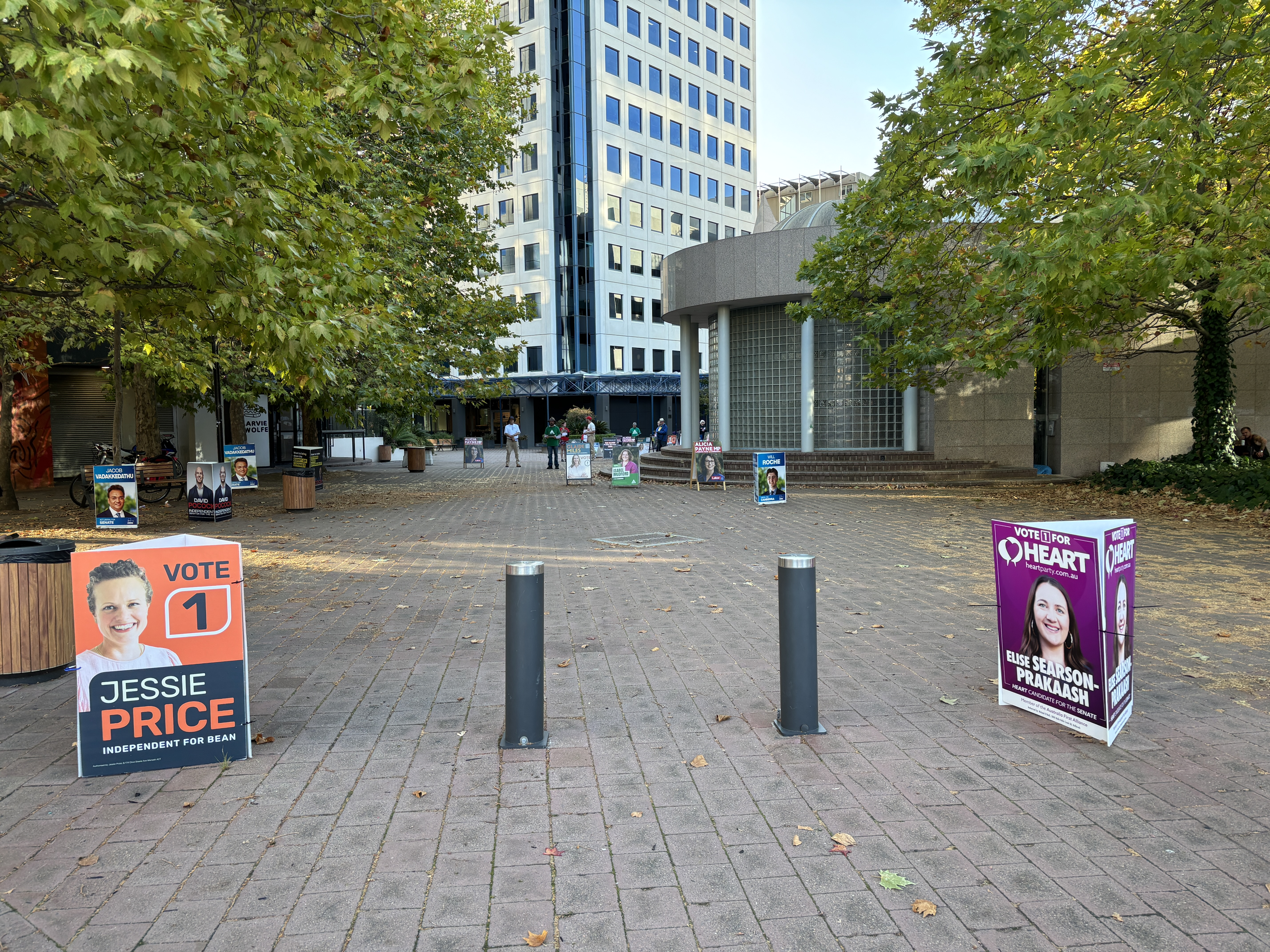
位於坎培拉的一個提前投票中心。

根據《聯邦選舉法案 1918》，澳洲選舉委員會公布本次選舉的重要日期如下：
- 發布选举令状（英语：Writ of election）：2025年3月31日（星期一）
- 選民登記截止：2025年4月7日（星期一）晚上8時
- 提名（英语：Nomination）截止：2025年4月10日（星期四）中午12時
- 提名名單公布：2025年4月11日（星期五）中午12時
- 提前投票開始：2025年4月22日（星期二）
- 行動投票開始：2025年4月22日（星期二）
- 郵寄投票申請截止：2025年4月30日（星期三）下午6時
- 投票日（選舉日）：2025年5月3日（星期六）
- 郵寄選票收件截止日：2025年5月16日（星期五）
- 最遲回收選舉令日期：2025年7月9日（星期三）

## 競選過程

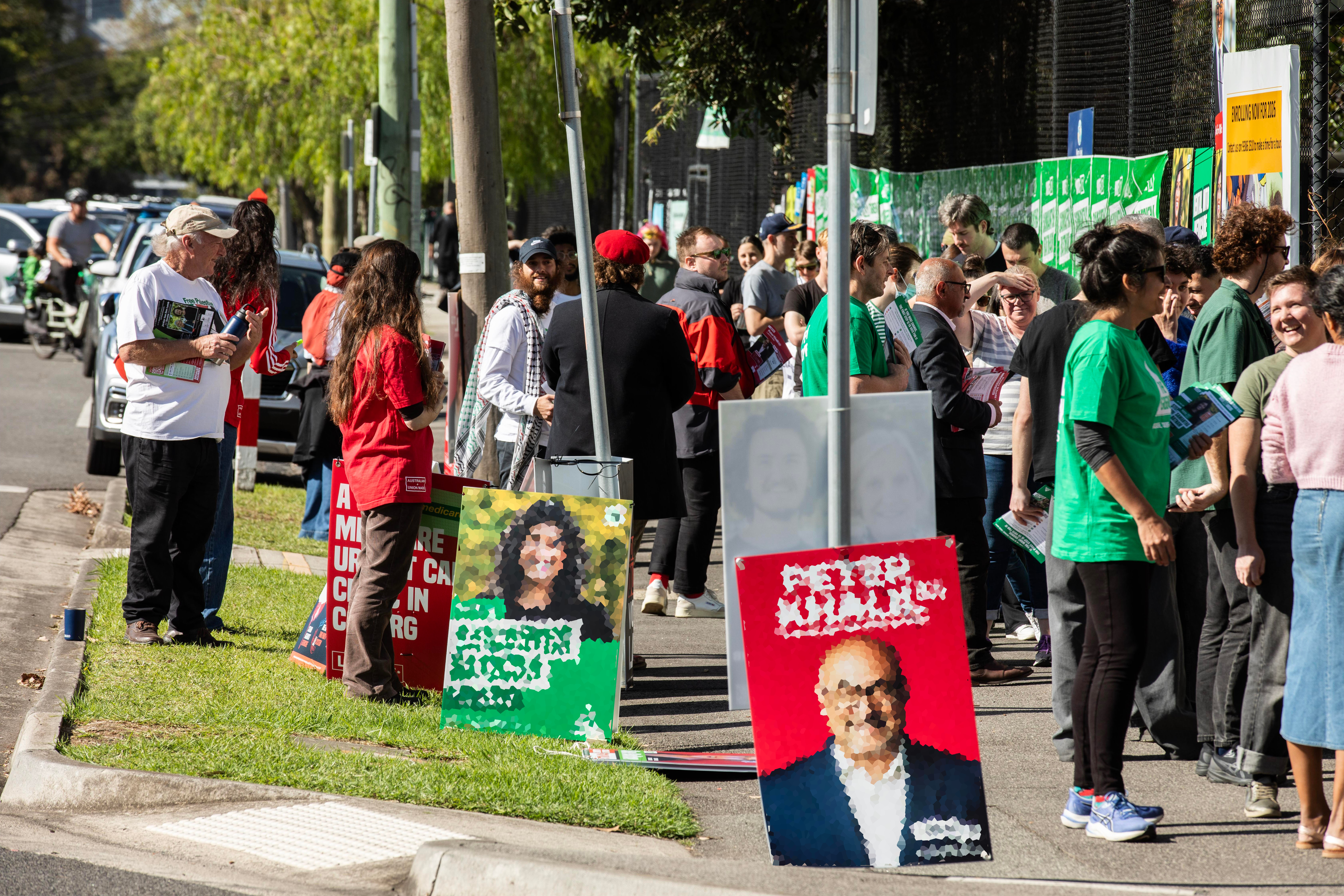
威爾斯選區的一處投票站，內有工黨候選人彼得·哈利勒和綠黨候選人薩曼莎·拉特南的競選海報。

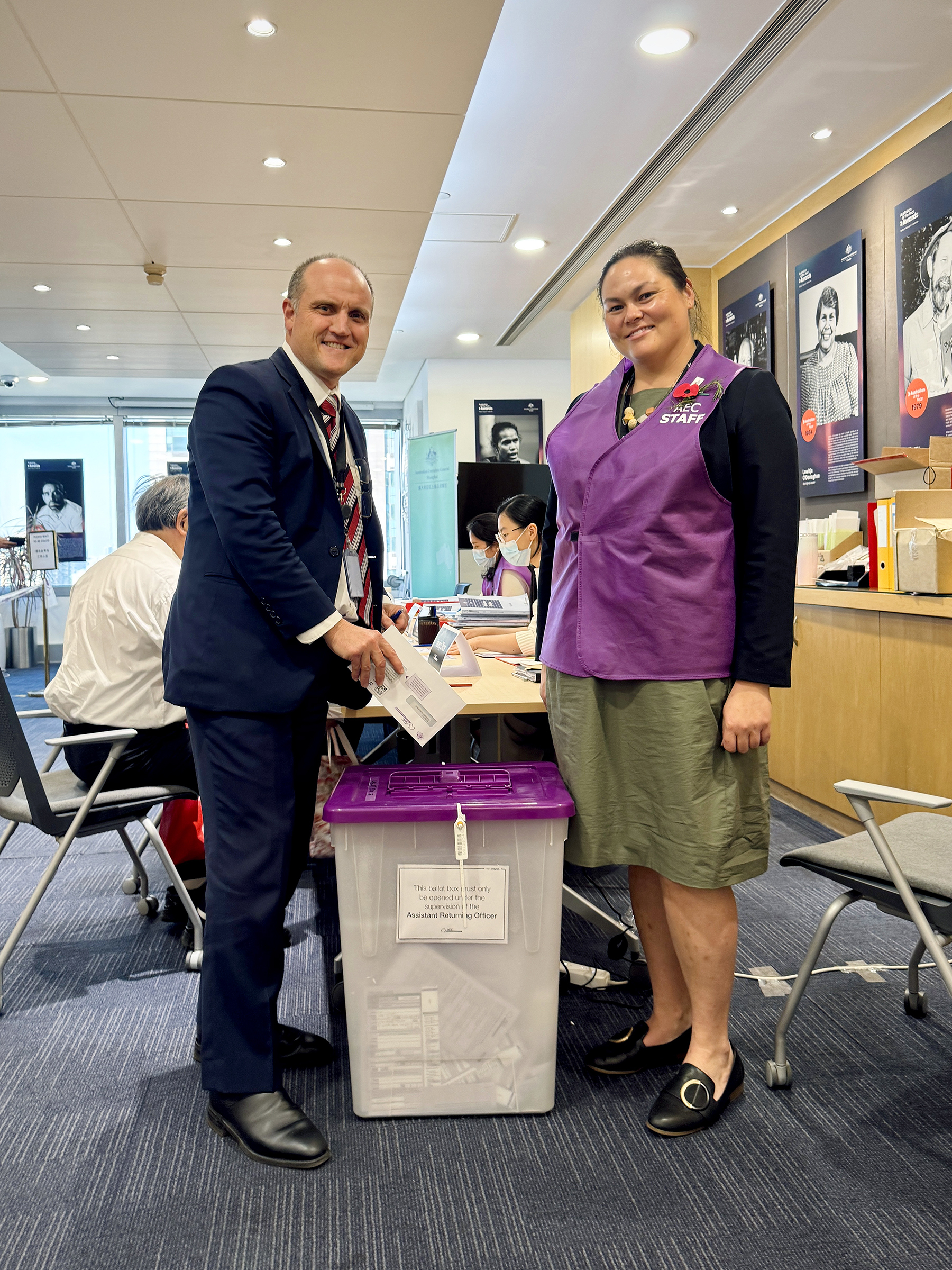
澳洲人在上海參加聯邦選舉投票。

2025年1月初，艾班尼斯與達頓分別公開露面，媒體普遍解讀為「非正式」的競選啟動。艾班尼斯造訪了昆士蘭、北領地及西澳的選區；而達頓則在墨爾本發表演說，並正式提出聯盟黨此次選戰的口號：「讓澳洲重新走向正軌！」（Let's get Australia back on track），並聚焦於核能、住房與移民等議題。
2月23日，艾班尼斯宣布，若工黨再次當選，將額外投入85億澳元於全民醫療，以提升全民醫療報帳比例，並降低多種藥品福利計劃藥品的最高自付價格。對此，聯盟黨立即表示，將會與工黨提出的承諾保持一致。
3月25日，國庫部長吉姆·查默斯發表預算案演說，宣布多項政策措施，包括對所有納稅人實施小幅度的所得稅減稅。聯盟黨對此表示反對，並提出削減每公升25澳分燃油稅的替代政策。
在預算案發表後，綠黨也公布其政策，主張將總預算的1%用於納入環境相關措施。

### 官方活動
- 3月28日： 總理艾班尼斯拜會總督莫斯廷，建議其宣布召開5月3日舉行的選舉，並建議其休會國會及解散眾議院。隨後，國會正式休會，眾議院亦宣告解散。[72]
- 3月29日： 艾班尼斯與達頓分別在布里斯本展開競選活動。艾班尼斯選擇在達頓的選區——迪克森選區展開選戰，而達頓則從布里斯本選區開始。這其中達頓的兩場活動遭氣候抗議者干擾，艾班尼斯的其中一場活動亦有抗議人士叫囂。[73]在此期間，工黨承諾立法禁止超市各類形式的哄抬物價（英语：Price gouging）行為，並表示將全面採納澳洲競爭與消費者委員會（英语：Australian Competition and Consumer Commission）對超市調查報告中所提出的所有建議。[74]
- 3月29日： 總理艾班尼斯在西澳州州長（英语：Premier of Western Australia）羅傑·庫克（英语：Roger Cook (politician)）的陪同下宣布，若工黨連任，將投入2億澳元，擴建並升級伯斯的聖約翰·米德蘭醫院（英语：St John of God Midland Public and Private Hospitals），提升當地醫療服務品質。[75]
- 4月1日： 澳洲儲備銀行宣布維持利率於4.1%不變。[76]
- 4月3日： 艾班尼斯針對美國總統川普對澳洲出口產品徵收的「解放日關稅」，提出五點計畫以振興本地經濟，藉此因應美方的政策。[77]
- 4月4日：工黨與聯盟黨皆表示，一旦當選，將讓達爾文港口（英语：Port Darwin）重歸澳洲所有。[78]
- 4月6日：自由黨撤銷了其惠特蘭選區（英语：Division of Whitlam）候選人班傑明·布里頓的提名，原因是他曾發表貶低女性軍人服役的言論。[79]同日，達頓宣佈聯盟黨的一項新政策，計劃將國際大學生人數上限設定為24萬人，並調升學生簽證費用。[80]綠黨批評該政策為「試圖將移民與國際學生當作替罪羊的冷血手段」。[80]達頓曾表示，該政策的目的之一是將「覺醒文化」從大學與教育系統中移除。[81]
- 4月7日：聯盟黨收回原先要求公務員全面返回辦公室的政策，也放棄了大規模裁減公部門職位的主張。[82]同日，由於川普政府徵收關稅的潛在風險，導致澳洲股市大幅下跌。國庫部長查默斯則表示，澳洲在應對這些關稅影響方面「具備獨特優勢」。[83]
- 4月8日：總理艾班尼斯在宣布對全民醫保增資10億澳元時，遭到一名氣候抗議者打斷。[84]同日，《天空新聞》與《每日电讯报》聯合舉辦了本次選舉首場領袖辯論，在「人民論壇」中，由工黨黨魁艾班尼斯對決聯盟黨領袖達頓。論壇結束後，艾班尼斯以44票勝出，達頓獲得35票，另有21人未決定。然而，聯盟黨的社群媒體帳號卻誤將辯論勝利歸功於達頓。[85]
- 4月9日：第二場「人民論壇」中，《天空新聞》與《每日电讯报》舉行了首次國庫部長辯論，由現任國庫部長查默斯與影子國庫部長安格斯·泰勒進行交鋒。[86]查默斯在辯論的開場白中，強調工黨上台時所接手的是一個充滿挑戰的經濟局勢，並詳述政府為改善現狀所推動的種種改革。與此同時，泰勒則延續聯盟黨一貫的批評論調，指出現今澳洲人的生活品質較三年前更為惡化。面對質疑，查默斯以預算盈餘增加2070億澳元的數據作為佐證，堅守政府的財政表現。[87]兩方的能源政策，尤其是關於天然氣的部分，成為辯論的焦點。同一天，聯盟黨聲稱，其提出的政策能讓家庭燃氣費用下降7%，並引用前沿經濟的模型分析作為依據。然而，該份分析內容極為簡略，關於能源價格的說明僅有135字，遭氣候與能源部長鲍恩批評為「騙人的小冊子」。聯盟黨影子氣候部長奧布萊恩後來也坦言，所謂的節省「很可能是滯後反應」，暗示一般民眾在短期內難以察覺明顯變化。[88]
- 4月10日：聯盟黨宣布一項政策，擬成立「地區澳洲未來基金」，投入200億澳元於地區基礎建設與服務。該基金將透過商品權利金（英语：Commodity market）持續注資，並另設一項基金，用於償還債務及資助基礎建設項目。此外，聯盟黨提議廢除工黨政府設立的可再生能源基礎建設計畫，並提出終止「澳洲住房未來基金」及「國家重建基金」。[89]同一天，氣候變遷與能源部長克里斯·鲍恩與其對手——影子氣候部長泰德·奧布萊恩（英语：Ted O'Brien (Australian politician)）在「國家新聞俱樂部（英语：National Press Club (Australia)）」進行辯論，主持人為《天空新聞》的湯姆·康奈爾。[90]辯論過程中，有氣候抗議者打斷了奧布萊恩的發言，但其言論不甚清晰，未能被現場聽清。[91]當天，聯盟黨亦公布一項政策，主張廢除對高油耗車輛銷售的罰則，轉而推動對現行法規的調整。[92]
- 4月13日：工黨與聯盟黨分別展開選戰，正式啟動競選活動。工黨選擇在珀斯舉行，而聯盟黨則在雪梨西部的利物浦舉辦。工黨在活動中宣布多項新政策，包括為工作相關支出提供最高1,000澳元的稅務抵扣、投入100億澳元興建10萬戶專供首購族的新住宅，以及擴大「協助購屋（英语：Help to Buy）」計畫。聯盟黨方面，宣布將允許首次購屋者若購買新建案，可在五年內就首65萬澳元的房貸利息申請扣稅，且此項計畫將採取資產審查制度。此外，達頓重申先前提出的政策，允許首次購屋者動用最多5萬澳元的退休金（英语：Superannuation in Australia）作為購屋資金。達頓也宣布針對年收入不超過14.4萬澳元者推出紓困稅務減免政策，聲稱該政策將使納稅人在年底時可節省1,200澳元。[93]
- 4月14日：工黨宣布將投入1,000萬澳元，用於提升LGBTQIA+社群所能獲得的醫療服務品質與公平性。[94]
- 4月15日：軍事資訊網站《美國國防新聞週刊》聲稱，俄羅斯有意在印尼設立空軍基地。然而，印尼外交部長蘇吉約諾強烈否認此一說法。達頓表示，如果總理艾班尼斯與外交部長黃英賢未能對此問題作出回應，將是「災難性的外交失敗」。[95]同日，綠黨領袖賓德公布了若選舉結果出現懸峙國會時，該黨將優先推動的政策，包括將牙科納入全民醫療保險、降低托育費用、終止原生林砍伐，並重申縮減部分稅收優惠的立場。[96]
- 4月16日：由《Insiders（英语：Insiders (Australian TV program)）》主持人大衛·斯皮爾斯（英语：David Speers）主持，澳洲廣播公司舉辦了首場黨魁辯論，工黨黨魁艾班尼斯與聯盟黨領袖達頓同台交鋒。[97][98]
- 4月17日：達頓提出一項長期施政目標，即使稅務級距指數化以應對通膨壓力，惟此主張遭艾班尼斯抨擊，質疑其可行性與公平性。[99][100]同日稍晚，內政部長克萊爾·奧尼爾與反對黨的影子內政部長（英语：Manager of Opposition Business in the House (Australia)）麥可·蘇卡在ABC新聞的《7.30》節目上針對相關政策展開激辯。[101]
- 4月19日：愛國者號角黨（以下簡稱號角黨）在昆士蘭正式啟動選舉競選。該黨提出設立「政府效率部門」及削減移民數量的政策。黨主席克萊夫·帕爾默主張廢除依《巴黎氣候協定》所設的淨零排放目標。該黨另提出興建高速鐵路，以及將利率上限定為3%。[102]同日，總理艾班尼斯宣布，工黨將立法保障罰金工資（英语：Public holidays in Australia）制度。[103]
- 4月20日：綠黨在針對可能出現的懸峙國會進行談判時，提出包括改革負扣稅（英语：Negative gearing in Australia）與資本利得稅（英语：Capital gains tax in Australia）在內的關鍵政策訴求。[104]另一方面，達頓則提出讓前內政部秘書麥克·佩祖洛（英语：Mike Pezzullo）重新回歸公職體系，引發關注。[105]
- 4月21日：聯盟黨宣布將試行性罪犯登記制度（英语：Sex offender registry）的政策；同日，達頓亦宣布加碼投資以打擊犯罪。[106]
- 4月22日：教宗方濟各逝世後，作為表達敬意的一部分，艾班尼斯與達頓皆短暫暫停競選活動。工黨隨後宣布，將撥款1,000萬澳元，用於在坎培拉興建一間高齡照護機構，以因應領地政府決定關閉現有設施的情況。[107]工黨同時提出一項防範家庭暴力的策略，透過多項措施，阻止施暴者操控受害者的財務。[108]此外，九號電視網舉辦了由《澳洲時事節目》主持人艾莉森·蘭登（英语：Ally Langdon）主持的領袖辯論，並由查爾斯·克勞徹（英语：Charles Croucher）、黛布·奈特及菲爾·庫裡（英语：Phil Coorey）向兩位領袖ー一工黨黨魁艾班尼斯和聯盟黨領袖達頓發問。[109]
- 4月23日：聯盟黨宣布一項政策，計劃在五年內將國防支出提高至GDP的2.5%，並在未來十年內達到 3%。[110]同日，聯盟黨亦宣布擬取消對電動車的稅務優惠，並涉及學生債務減免與生產稅收抵免。[111]同日，工黨宣布將資助一項加速技能認證的計畫，旨在協助人們更快進入技職工作領域。[112]聯盟黨另承諾投入9,000萬元推動一項家庭暴力罪犯資料庫政策，並設立針對原住民社區性侵問題的皇家調查委員會（英语：Royal commission）。[113]同時，《雪梨晨鋒報》也報導，聯盟黨計劃設立一個專責處理被關押海外澳洲人的特使職位。[114]
- 4月24日：艾班尼斯宣布，工黨若連任，將投資12億澳元於2026年底前設立一個戰略礦物儲備，強化國家資源安全。[115]同日，聯盟黨也明確表示，其削減逾4.1萬名公務員的計劃僅適用於首都坎培拉。[116]澳洲選舉委員會（英语：Australian Electoral Commission）則通報，截至目前已有超過170萬名選民完成提前投票。[117]
- 4月25日：適逢澳紐軍團日，競選活動全數暫停，領袖們轉而參加紀念儀式，以表尊崇。[118]
- 4月26日：艾班尼斯承諾工黨將額外投入2,500萬澳元，用於資助學校，以維護澳洲社會中代表性不足語言的知識傳承。[119]達頓則表示，他希望將人們「團結在同一面旗幟下」，並在一場澳紐軍團日活動發生事件後，強調應對歡迎來到國家儀式（英语：Welcome to Country）展現尊重。[120]艾班尼斯亦表示，選舉結束後，他將召集媒體代表開會，討論有關極端主義內容擴散的相關議題。[121]同日，法蒂瑪·佩曼（英语：Fatima Payman）在新南威爾斯州班克斯敦為她的政黨澳洲之聲舉行了競選啟動儀式。[122]
- 4月27日：艾班尼斯宣布將投入2.04億澳元，用於擴展聯邦醫療保險的夜間服務。[123]聯盟黨則提出，考慮向電動車使用者收取道路費，以補償燃油稅損失。[124]而在維多利亞州舉行的一場自由黨活動中，達頓批評《衛報》和澳洲廣播公司為「仇恨媒體」。[125]此外，達頓表示，他認為此前提到的歡迎來到國家儀式（英语：Welcome to Country）出現過於頻繁，但在某些場合仍是表達尊重的做法。[126]同日，七號電視網舉辦了一場由《七號新聞（英语：Seven News）》記者馬克·萊利（英语：Mark Riley (journalist)）主持、晨間節目《日出節目（英语：Sunrise (Australian TV program)）》主持人娜塔莉·巴爾（英语：Natalie Barr）協助的領袖辯論，這也是工黨黨魁艾班尼斯和聯盟黨領袖達頓最後一次同台交鋒。[127]根據民調公司羅伊摩根（英语：Roy Morgan）招募的60位未決選民的投票結果，艾班尼斯以50%的支持率勝出，達頓獲得25%，另有25%的選民仍保持觀望。[128]
- 4月28日：國庫部長查默斯與財務部長凯蒂·加拉格共同公布工黨的選前財政預算成本估算，並宣布學生簽證申請費將上調，以支應額外支出。[129]此舉引發信貸評級機構標準普爾的警告，若不控制開支，澳洲的信評可能面臨下調風險。[130]此外，達頓表示，他認為在澳紐軍團日的紀念活動中，不應包含歡迎來到國家儀式（英语：Welcome to Country）。[126]
- 4月29日：工黨宣布設立一項二十億澳元的基金，協助州政府部分資助新建住宅的興建計畫。[131]而在聖克丘里角（英语：Sanctuary Point）舉行的一場記者會中，達頓遭遇反核示威者的抗議而被中斷。[132]另一位號角黨的候選人馬克·奧爾德里奇，原先代表南澳馬金選區參選，因不滿政黨對選民使用簡訊進行溝通的方式而宣布退選。然而，由於候選人提名程序已截止，奧爾德里奇的名字仍將以該黨候選人身分出現在選票上。[133]
- 4月30日：達頓指控工黨試圖重啟早前失敗的「原住民之聲」提案，此前黃英賢曾表示，十年後人們可能會說：「我們當初真的有為這個爭論過嗎？」她隨後向SBS新聞（英语：SBS World News）表示，「原住民之聲已成過去」。艾班尼斯也駁斥了達頓的說法。[134]同時，澳洲這個月的總體通膨率維持在2.4%，而核心通膨（經修正平均通膨率）則下降至2.9%。國庫部長查默斯對此表示歡迎。[135]聯盟黨則宣布，將針對博倫達拉市議會意圖拆除他們候選人阿米莉亞·哈默的競選看板一事，提起法律訴訟。[136]綠黨也於稍晚時間正式啟動其選舉活動。[137]此外，艾班尼斯在全國記者俱樂部（英语：National Press Club (Australia)）發表演說，並回答記者提問。[138]達頓也公布了一項政策，計畫加大對印太地區基礎建設項目的資金投入。[139]
- 5月1日：聯盟黨公布其政策財務預算，揭示其計劃對電子煙課稅，並協助在墨爾本設立猶太藝術區。該項目將透過削減對「澳洲創意機構（英语：Creative Australia）」的資助來籌措經費。[140][141]選委會則於同日宣布，全國已有超過480萬張選票在提前投票中心完成投票。[142]

### 競選口號
| 政黨/聯盟 | 政黨/聯盟     | 英文                                                 | 翻譯（非官方）                         | 資料來源 |
| --------- | ------------- | ---------------------------------------------------- | -------------------------------------- | -------- |
|           | 工党          | Building Australia's Future                          | 打造澳洲未來！                         | [ 143 ]  |
|           | 自由-國家聯盟 | Let's get Australia Back on Track                    | 讓澳洲重回正軌！                       | [ 144 ]  |
|           | 绿党          | If you want change, the first step is to vote for it | 如果你渴望改變，第一步就是以選票支持。 | [ 145 ]  |
|           | 愛國者號角黨  | Make Australia Great Again                           | 讓澳洲再次偉大！                       | [ 146 ]  |

### 偏好投票

2010 年至 2025 年澳洲聯邦選舉預投票數圖表

依照澳洲選舉制度中「偏好投票」的傳統安排，各政黨於選前紛紛公布其偏好排序建議。聯盟黨鼓勵選民將第二偏好票投給一國黨或自由意志黨的候選人，一改多年與一國黨保持距離的慣例；一國黨則在部分選區中對聯盟黨做出類似安排。
工党方面則大多數情況下將绿党列為第二偏好，惟在猶太族群比例較高的麥克納馬拉選區除外，因綠黨被指涉持反以色列立場。綠黨則一貫地將工黨置於聯盟黨之上。
然而，在某些選區內，綠黨進一步建議選民優先考慮澳洲之聲、挺加薩立場的候選人，以及具有中間偏進步立場的青色獨立人士，而非工黨。
雖然號角黨選擇將現任連任的候選人排在最後，但在本尼朗選區，他們會將現任工黨候選人傑羅姆·拉克薩爾優先於自由黨候選人容思程，同時，現任青色獨立人士的候選人的順位會低於自由黨候選人。

### 爭議

#### 謠言
在小红书上，一中國人深度偽造反對黨領袖彼得·達頓的影片，並宣稱彼得·達頓將驅逐澳洲華人。根據研究，大多數政治性造謠帳戶來自中華人民共和國。

## 選舉結果

### 選區結果一覽

#### 眾議院
| 政党 | 工党                            | 自由-國家聯盟         | 绿党                | 凱特的澳洲黨                                    | 中间联盟                 |
| 政党 |                                 |                       |                     |                                                 |                          |
| 黨魁 | 安東尼·艾班尼斯                 | 彼得·達頓             | 亞當·賓德           | 羅比·凱特                                       | 麗貝卡·沙爾基            |
| 黨魁 | Anthony Albanese-CHOGM 2024.jpg | Peter Dutton-2024.jpg | Adam Bandt 2022.jpg | Robbie Katter with hat at lookout (cropped).jpg | Rebekha Sharkie 2025.png |
| 选票 | 5,354,138                       | 4,929,402             | 1,889,977           | 51,775                                          | 37,453                   |
| 选票 | 34.56%                          | 31.82%                | 12.20%              | 0.33%                                           | 0.24%                    |
| 席位 | 94 / 150                        | 43 / 150              | 1 / 150             | 1 / 150                                         | 1 / 150                  |

#### 參議院
| 政党 | 工党                                   | 自由-國家聯盟                     | 绿党                    | 一國黨                               | 傑奎·蘭比聯盟                       | 澳洲之聲                                   | 波科克的黨                      |
| 政党 |                                        |                                   |                         |                                      |                                     |                                            |                                 |
| 領袖 | 黃英賢                                 | 米凱莉亞·卡什                     | 拉里薩·沃特斯           | 保琳·漢森                            | 傑奎·蘭比                           | 法蒂瑪·佩曼                                | 大衛·波科克                     |
| 領袖 | Meeting with Penny Wong (01914132).jpg | Michaelia Cash 2018 (cropped).jpg | Larissa Waters 2019.png | Pauline Hanson 2017 01 (cropped).jpg | Lambie 2017 (cropped) (cropped).png | Dai Le Fatima Payman Circles (cropped).jpg | David Pocock park (cropped).jpg |
| 选票 | 5,573,028                              | 4,744,580                         | 1,859,974               | 899,296                              | 166,085                             | 119,717                                    | 114,915                         |
| 选票 | 35.11%                                 | 29.89%                            | 11.72%                  | 5.67%                                | 1.05%                               | 0.75%                                      | 0.72%                           |
| 席位 | 16 / 40                                | 13 / 40                           | 6 / 40                  | 3 / 40                               | 1 / 40                              | 0 / 40                                     | 1 / 40                          |

### 選後議席

#### 眾議院
| ↓    |      |        |        |  |
| 94   | 3    | 10     | 43     |  |
| 工党 | 其他 | 無黨籍 | 聯盟黨 |  |

#### 參議院
| ↓    |      |      |        |        |  |
| 28   | 11   | 6    | 4      | 27     |  |
| 工党 | 绿党 | 其他 | 一國黨 | 聯盟黨 |  |

### 政黨席次一覽

#### 眾議院
政黨席次率
政黨得票率
兩黨優越選擇
| 各市鎮和地區的選舉結果   | 各市鎮和地區的選舉結果 | 各市鎮和地區的選舉結果 | 各市鎮和地區的選舉結果 | 各市鎮和地區的選舉結果 | 各市鎮和地區的選舉結果 | 各市鎮和地區的選舉結果 | 各市鎮和地區的選舉結果 | 各市鎮和地區的選舉結果 | 各市鎮和地區的選舉結果 | 各市鎮和地區的選舉結果 | 各市鎮和地區的選舉結果 | 各市鎮和地區的選舉結果 |
| 兩黨優越選擇選舉結果     | 兩黨優越選擇選舉結果   | 兩黨優越選擇選舉結果   | 兩黨優越選擇選舉結果   | 兩黨優越選擇選舉結果   | 兩黨優越選擇選舉結果   | 兩黨優越選擇選舉結果   | 兩黨優越選擇選舉結果   | 兩黨優越選擇選舉結果   | 兩黨優越選擇選舉結果   | 兩黨優越選擇選舉結果   | 兩黨優越選擇選舉結果   | 兩黨優越選擇選舉結果   |
| 眾議院席次               | 眾議院席次             | 眾議院席次             | 眾議院席次             | 眾議院席次             | 眾議院席次             | 眾議院席次             | 眾議院席次             | 眾議院席次             | 眾議院席次             | 眾議院席次             | 眾議院席次             | 眾議院席次             |
| 政黨                     | 政黨                   |                        |                        |                        |                        |                        |                        |                        |                        |                        |                        |                        |
| 政黨                     | 政黨                   | 得票                   | 得票                   | 得票                   | 席次                   | 席次                   | 席次                   |                        |                        |                        |                        |                        |
| 政黨                     | 政黨                   | 得票數                 | %                      | ±%                     | 席次                   | %                      | ±                      |                        |                        |                        |                        |                        |
| ------------------------ | ---------------------- | ---------------------- | ---------------------- | ---------------------- | ---------------------- | ---------------------- | ---------------------- | ---------------------- | ---------------------- | ---------------------- | ---------------------- | ---------------------- |
|                          | 工党                   | 5,354,138              | 34.56%                 | ▲1.98%                 | 94                     | 62.67%                 | ▲17                    |                        |                        |                        |                        |                        |
|                          | 自由-國家聯盟          | 4,929,402              | 31.82%                 | ▼3.87%                 | 43                     | 28.67%                 | ▼15                    |                        |                        |                        |                        |                        |
|                          | 绿党                   | 1,889,977              | 12.20%                 | ▼0.05%                 | 1                      | 0.67%                  | ▼3                     |                        |                        |                        |                        |                        |
|                          | 凱特的澳洲黨           | 51,775                 | 0.33%                  | ▼0.05%                 | 1                      | 0.67%                  | ━ 0                    |                        |                        |                        |                        |                        |
|                          | 中间联盟               | 37,453                 | 0.24%                  | ▼0.01%                 | 1                      | 0.67%                  | ━ 0                    |                        |                        |                        |                        |                        |
|                          | 一國黨                 | 991,814                | 6.40%                  | ▲1.44%                 | 0                      | —                      | ━ 0                    |                        |                        |                        |                        |                        |
|                          | 愛國者號角             | 296,076                | 1.91%                  | ▲1.52%                 | 0                      | —                      | ━ 0                    |                        |                        |                        |                        |                        |
|                          | 其餘政黨               | 813,350                | 5.27%                  | ▲1.75%                 | 0                      | —                      | ━ 0                    |                        |                        |                        |                        |                        |
|                          | 無黨籍                 | 1,126,051              | 7.27%                  | ▲1.98%                 | 10                     | 6.67%                  | ━ 0                    |                        |                        |                        |                        |                        |
| 總共                     | 總共                   | 15,490,236             | 100%                   |                        | 150                    | 100%                   |                        |                        |                        |                        |                        |                        |
| 兩黨優越選擇             |                        |                        |                        |                        |                        |                        |                        |                        |                        |                        |                        |                        |
|                          | 工党                   | 8,507,268              | 55.28%                 |                        |                        |                        |                        |                        |                        |                        |                        |                        |
|                          | 自由-國家聯盟          | 6,883,313              | 44.72%                 |                        |                        |                        |                        |                        |                        |                        |                        |                        |
|                          |                        |                        |                        |                        |                        |                        |                        |                        |                        |                        |                        |                        |
| 有效票數                 | 有效票數               | 15,490,236             | 94.40%                 |                        |                        |                        |                        |                        |                        |                        |                        |                        |
| 無效及空白票數           | 無效及空白票數         | 919,512                | 5.60%                  |                        |                        |                        |                        |                        |                        |                        |                        |                        |
| 總票數                   | 總票數                 | 16,409,748             | 100%                   |                        |                        |                        |                        |                        |                        |                        |                        |                        |
| 已登記選民／投票率       | 已登記選民／投票率     | 18,098,797             | 90.67%                 |                        |                        |                        |                        |                        |                        |                        |                        |                        |
| 資料來源: 澳洲選舉委員會 |                        |                        |                        |                        |                        |                        |                        |                        |                        |                        |                        |                        |

| \| 得票率 \| 得票率 \| 得票率 \| 得票率 \| 得票率 \| \| ------------ \| ------------ \| ------ \| ------ \| ------ \| \| \| \| \| \| \| \| 工党 \| 工党 \| \| 34.56% \| 34.56% \| \| 聯盟黨 \| 聯盟黨 \| \| 31.82% \| 31.82% \| \| 绿党 \| 绿党 \| \| 12.20% \| 12.20% \| \| 無黨籍 \| 無黨籍 \| \| 7.27% \| 7.27% \| \| 一國黨 \| 一國黨 \| \| 6.40% \| 6.40% \| \| 愛國者號角 \| 愛國者號角 \| \| 1.91% \| 1.91% \| \| 凱特的澳洲黨 \| 凱特的澳洲黨 \| \| 0.33% \| 0.33% \| \| 中间联盟 \| 中间联盟 \| \| 0.24% \| 0.24% \| \| 其他 \| 其他 \| \| 5.27% \| 5.27% \| |              |  |        |        |
| 得票率 |              |  |        |        |
| |              |  |        |        |
| 工党 | 工党         |  | 34.56% | 34.56% |
| 聯盟黨 | 聯盟黨       |  | 31.82% | 31.82% |
| 绿党 | 绿党         |  | 12.20% | 12.20% |
| 無黨籍 | 無黨籍       |  | 7.27%  | 7.27%  |
| 一國黨 | 一國黨       |  | 6.40%  | 6.40%  |
| 愛國者號角 | 愛國者號角   |  | 1.91%  | 1.91%  |
| 凱特的澳洲黨 | 凱特的澳洲黨 |  | 0.33%  | 0.33%  |
| 中间联盟 | 中间联盟     |  | 0.24%  | 0.24%  |
| 其他 | 其他         |  | 5.27%  | 5.27%  |

| \| 兩黨優越選擇（英语：Two-party-preferred vote） \| 兩黨優越選擇（英语：Two-party-preferred vote） \| 兩黨優越選擇（英语：Two-party-preferred vote） \| 兩黨優越選擇（英语：Two-party-preferred vote） \| 兩黨優越選擇（英语：Two-party-preferred vote） \| \| ---------------------- \| ---------------------- \| ---------------------- \| ---------------------- \| ---------------------- \| \| \| \| \| \| \| \| 工党 \| 工党 \| \| 55.22% \| 55.22% \| \| 聯盟黨 \| 聯盟黨 \| \| 44.78% \| 44.78% \| |        |  |        |        |
| 兩黨優越選擇 |        |  |        |        |
| |        |  |        |        |
| 工党 | 工党   |  | 55.22% | 55.22% |
| 聯盟黨 | 聯盟黨 |  | 44.78% | 44.78% |

| \| 國會議席 \| 國會議席 \| 國會議席 \| 國會議席 \| 國會議席 \| \| ------------ \| ------------ \| -------- \| -------- \| -------- \| \| \| \| \| \| \| \| 工党 \| 工党 \| \| 62.67% \| 62.67% \| \| 聯盟黨 \| 聯盟黨 \| \| 28.67% \| 28.67% \| \| 無黨籍 \| 無黨籍 \| \| 6.67% \| 6.67% \| \| 绿党 \| 绿党 \| \| 0.67% \| 0.67% \| \| 凱特的澳洲黨 \| 凱特的澳洲黨 \| \| 0.67% \| 0.67% \| \| 中间联盟 \| 中间联盟 \| \| 0.67% \| 0.67% \| |              |  |        |        |
| 國會議席 |              |  |        |        |
| |              |  |        |        |
| 工党 | 工党         |  | 62.67% | 62.67% |
| 聯盟黨 | 聯盟黨       |  | 28.67% | 28.67% |
| 無黨籍 | 無黨籍       |  | 6.67%  | 6.67%  |
| 绿党 | 绿党         |  | 0.67%  | 0.67%  |
| 凱特的澳洲黨 | 凱特的澳洲黨 |  | 0.67%  | 0.67%  |
| 中间联盟 | 中间联盟     |  | 0.67%  | 0.67%  |

| 新南威爾斯州 維多利亞州 昆士蘭州 西澳大利亞州 南澳大利亞州 塔斯馬尼亞州 澳大利亞首都特區 北領地 | 新南威爾斯州 維多利亞州 昆士蘭州 西澳大利亞州 南澳大利亞州 塔斯馬尼亞州 澳大利亞首都特區 北領地 | 新南威爾斯州 維多利亞州 昆士蘭州 西澳大利亞州 南澳大利亞州 塔斯馬尼亞州 澳大利亞首都特區 北領地 | 新南威爾斯州 維多利亞州 昆士蘭州 西澳大利亞州 南澳大利亞州 塔斯馬尼亞州 澳大利亞首都特區 北領地 | 新南威爾斯州 維多利亞州 昆士蘭州 西澳大利亞州 南澳大利亞州 塔斯馬尼亞州 澳大利亞首都特區 北領地 | 新南威爾斯州 維多利亞州 昆士蘭州 西澳大利亞州 南澳大利亞州 塔斯馬尼亞州 澳大利亞首都特區 北領地 | 新南威爾斯州 維多利亞州 昆士蘭州 西澳大利亞州 南澳大利亞州 塔斯馬尼亞州 澳大利亞首都特區 北領地 | 新南威爾斯州 維多利亞州 昆士蘭州 西澳大利亞州 南澳大利亞州 塔斯馬尼亞州 澳大利亞首都特區 北領地 | 新南威爾斯州 維多利亞州 昆士蘭州 西澳大利亞州 南澳大利亞州 塔斯馬尼亞州 澳大利亞首都特區 北領地 | 新南威爾斯州 維多利亞州 昆士蘭州 西澳大利亞州 南澳大利亞州 塔斯馬尼亞州 澳大利亞首都特區 北領地 | 新南威爾斯州 維多利亞州 昆士蘭州 西澳大利亞州 南澳大利亞州 塔斯馬尼亞州 澳大利亞首都特區 北領地 | 新南威爾斯州 維多利亞州 昆士蘭州 西澳大利亞州 南澳大利亞州 塔斯馬尼亞州 澳大利亞首都特區 北領地 |
| 政黨                                                                                            | 政黨                                                                                            | 新南威爾士州                                                                                    | 維多利亞州                                                                                      | 昆士兰州                                                                                        | 西澳大利亚州                                                                                    | 南澳大利亞州                                                                                    | 塔斯馬尼亞州                                                                                    | 澳大利亞首都領地                                                                                | 北领地                                                                                          | 總共 (2025)                                                                                     | 上屆 (2022)                                                                                     |
| ----------------------------------------------------------------------------------------------- | ----------------------------------------------------------------------------------------------- | ----------------------------------------------------------------------------------------------- | ----------------------------------------------------------------------------------------------- | ----------------------------------------------------------------------------------------------- | ----------------------------------------------------------------------------------------------- | ----------------------------------------------------------------------------------------------- | ----------------------------------------------------------------------------------------------- | ----------------------------------------------------------------------------------------------- | ----------------------------------------------------------------------------------------------- | ----------------------------------------------------------------------------------------------- | ----------------------------------------------------------------------------------------------- |
|                                                                                                 | 工党                                                                                            | 28                                                                                              | 27                                                                                              | 12                                                                                              | 11                                                                                              | 7                                                                                               | 4                                                                                               | 3                                                                                               | 2                                                                                               | 94                                                                                              | 77                                                                                              |
|                                                                                                 | 聯盟黨                                                                                          | 12                                                                                              | 9                                                                                               | 16                                                                                              | 4                                                                                               | 2                                                                                               | –                                                                                               | –                                                                                               | –                                                                                               | 43                                                                                              | 58                                                                                              |
|                                                                                                 | 绿党                                                                                            | –                                                                                               | –                                                                                               | 1                                                                                               | –                                                                                               | –                                                                                               | –                                                                                               | –                                                                                               | –                                                                                               | 1                                                                                               | 4                                                                                               |
|                                                                                                 | 凱特黨                                                                                          | –                                                                                               | –                                                                                               | 1                                                                                               | –                                                                                               | –                                                                                               | –                                                                                               | –                                                                                               | –                                                                                               | 1                                                                                               | 1                                                                                               |
|                                                                                                 | 中间联盟                                                                                        | –                                                                                               | –                                                                                               | –                                                                                               | –                                                                                               | 1                                                                                               | –                                                                                               | –                                                                                               | –                                                                                               | 1                                                                                               | 1                                                                                               |
|                                                                                                 | 無黨籍                                                                                          | 6                                                                                               | 2                                                                                               | –                                                                                               | 1                                                                                               | –                                                                                               | 1                                                                                               | –                                                                                               | –                                                                                               | 10                                                                                              | 10                                                                                              |
| 總共                                                                                            | 總共                                                                                            | 46                                                                                              | 38                                                                                              | 30                                                                                              | 16                                                                                              | 10                                                                                              | 5                                                                                               | 3                                                                                               | 2                                                                                               | 150                                                                                             | 151                                                                                             |

| 各州/領地        | 兩黨優越選擇 | 兩黨優越選擇 | 兩黨優越選擇    |
| 各州/領地        | 工党         | 聯盟黨       | 優越選擇 (工党) |
| ---------------- | ------------ | ------------ | --------------- |
|                  | 55.22        | 44.78        | +3.09           |
| 新南威爾士州     | 55.27        | 44.73        | +3.85           |
| 維多利亞州       | 56.35        | 43.65        | +1.52           |
| 昆士兰州         | 49.42        | 50.58        | +3.47           |
| 西澳大利亚州     | 55.84        | 44.16        | +0.84           |
| 南澳大利亞州     | 59.20        | 40.80        | +5.23           |
| 塔斯馬尼亞州     | 63.34        | 36.66        | +9.01           |
| 澳大利亞首都領地 | 72.49        | 27.51        | +5.54           |
| 北领地           | 54.25        | 45.75        | –1.29           |

#### 參議院
政黨席次率
政黨得票率
| 參議院席次               | 參議院席次         | 參議院席次 | 參議院席次 | 參議院席次 | 參議院席次 | 參議院席次  | 參議院席次  | 參議院席次 | 參議院席次 | 參議院席次 | 參議院席次 | 參議院席次 |
| 政黨                     | 政黨               |            |            |            |            |             |             |            |            |            |            |            |
| 政黨                     | 政黨               | 得票       | 得票       | 得票       | 席次       | 席次        | 席次        | 席次       | 席次       |            |            |            |
| 政黨                     | 政黨               | 得票數     | %          | ±%         | 贏得 席次  | 未改選 席次 | 選後 總席次 | %          | ±          |            |            |            |
| ------------------------ | ------------------ | ---------- | ---------- | ---------- | ---------- | ----------- | ----------- | ---------- | ---------- | ---------- | ---------- | ---------- |
|                          | 工党               | 5,573,028  | 35.11%     | ▲5.02%     | 16         | 12          | 28          | 36.84%     | ▲3         |            |            |            |
|                          | 自由-國家聯盟      | 4,744,580  | 29.89%     | ▼4.35%     | 13         | 14          | 27          | 35.53%     | ▼3         |            |            |            |
|                          | 绿党               | 1,859,974  | 11.72%     | ▼0.94%     | 6          | 5           | 11          | 14.47%     | ━ 0        |            |            |            |
|                          | 一國黨             | 899,296    | 5.67%      | ▲1.38%     | 3          | 1           | 4           | 5.26%      | ▲2         |            |            |            |
|                          | 傑奎·蘭比聯盟      | 166,085    | 1.05%      | ▲0.84%     | 1          | 0           | 1           | 1.32%      | ━ 0        |            |            |            |
|                          | 澳洲之聲           | 119,717    | 0.75%      | ▲0.75%     | 0          | 1           | 1           | 1.32%      | ━ 0        |            |            |            |
|                          | 波科克的黨         | 114,915    | 0.72%      | ▲0.32%     | 1          | 0           | 1           | 1.32%      | ━ 0        |            |            |            |
|                          | 泰瑞爾的黨         | 不適用     | 不適用     | 不適用     | 0          | 1           | 1           | 1.32%      | ━ 0        |            |            |            |
|                          | 統一澳洲黨         | 不適用     | 不適用     | 不適用     | 0          | 1           | 1           | 1.32%      | ━ 0        |            |            |            |
|                          | 愛國者號角         | 413,238    | 2.60%      | ▲2.38%     | 0          | 0           | 0           | —          | ━ 0        |            |            |            |
|                          | 其餘政黨           | 1,944,111  | 12.26%     | ▲5.66%     | 0          | 0           | 0           | —          | ━ 0        |            |            |            |
|                          | 無黨籍             | 36,245     | 0.23%      | ▼0.67%     | 0          | 1           | 1           | 1.32%      | ▼1         |            |            |            |
| 總共                     | 總共               | 15,871,189 | 100%       |            | 40         | 36          | 76          | 100%       |            |            |            |            |
|                          |                    |            |            |            |            |             |             |            |            |            |            |            |
| 有效票數                 | 有效票數           | 15,871,189 | 96.55%     |            |            |             |             |            |            |            |            |            |
| 無效及空白票數           | 無效及空白票數     | 567,305    | 3.45%      |            |            |             |             |            |            |            |            |            |
| 總票數                   | 總票數             | 16,438,494 | 100%       |            |            |             |             |            |            |            |            |            |
| 已登記選民／投票率       | 已登記選民／投票率 | 18,098,797 | 90.83%     |            |            |             |             |            |            |            |            |            |
| 資料來源: 澳洲選舉委員會 |                    |            |            |            |            |             |             |            |            |            |            |            |

| \| 得票率 \| 得票率 \| 得票率 \| 得票率 \| 得票率 \| \| ----------------------- \| ----------------------- \| ------ \| ------ \| ------ \| \| \| \| \| \| \| \| 工党 \| 工党 \| \| 35.11% \| 35.11% \| \| 聯盟黨 \| 聯盟黨 \| \| 29.89% \| 29.89% \| \| 绿党 \| 绿党 \| \| 11.72% \| 11.72% \| \| 一國黨 \| 一國黨 \| \| 5.67% \| 5.67% \| \| 愛國者號角 \| 愛國者號角 \| \| 2.60% \| 2.60% \| \| 傑奎·蘭比聯盟 \| 傑奎·蘭比聯盟 \| \| 1.05% \| 1.05% \| \| 澳洲之聲 \| 澳洲之聲 \| \| 0.75% \| 0.75% \| \| 波科克的黨 \| 波科克的黨 \| \| 0.72% \| 0.72% \| \| 無黨籍 \| 無黨籍 \| \| 0.23% \| 0.23% \| \| 其他 \| 其他 \| \| 12.26% \| 12.26% \| |               |  |        |        |
| 得票率 |               |  |        |        |
| |               |  |        |        |
| 工党 | 工党          |  | 35.11% | 35.11% |
| 聯盟黨 | 聯盟黨        |  | 29.89% | 29.89% |
| 绿党 | 绿党          |  | 11.72% | 11.72% |
| 一國黨 | 一國黨        |  | 5.67%  | 5.67%  |
| 愛國者號角 | 愛國者號角    |  | 2.60%  | 2.60%  |
| 傑奎·蘭比聯盟 | 傑奎·蘭比聯盟 |  | 1.05%  | 1.05%  |
| 澳洲之聲 | 澳洲之聲      |  | 0.75%  | 0.75%  |
| 波科克的黨 | 波科克的黨    |  | 0.72%  | 0.72%  |
| 無黨籍 | 無黨籍        |  | 0.23%  | 0.23%  |
| 其他 | 其他          |  | 12.26% | 12.26% |

| \| 國會席次 \| 國會席次 \| 國會席次 \| 國會席次 \| 國會席次 \| \| ----------------------- \| ----------------------- \| -------- \| -------- \| -------- \| \| \| \| \| \| \| \| 工党 \| 工党 \| \| 36.84% \| 36.84% \| \| 聯盟黨 \| 聯盟黨 \| \| 35.53% \| 35.53% \| \| 绿党 \| 绿党 \| \| 14.47% \| 14.47% \| \| 一國黨 \| 一國黨 \| \| 5.26% \| 5.26% \| \| 傑奎·蘭比聯盟 \| 傑奎·蘭比聯盟 \| \| 1.32% \| 1.32% \| \| 澳洲之聲 \| 澳洲之聲 \| \| 1.32% \| 1.32% \| \| 波科克的黨 \| 波科克的黨 \| \| 1.32% \| 1.32% \| \| 泰瑞爾的黨 \| 泰瑞爾的黨 \| \| 1.32% \| 1.32% \| \| 統一澳洲黨 \| 統一澳洲黨 \| \| 1.32% \| 1.32% \| \| 無黨籍 \| 無黨籍 \| \| 1.32% \| 1.32% \| |               |  |        |        |
| 國會席次 |               |  |        |        |
| |               |  |        |        |
| 工党 | 工党          |  | 36.84% | 36.84% |
| 聯盟黨 | 聯盟黨        |  | 35.53% | 35.53% |
| 绿党 | 绿党          |  | 14.47% | 14.47% |
| 一國黨 | 一國黨        |  | 5.26%  | 5.26%  |
| 傑奎·蘭比聯盟 | 傑奎·蘭比聯盟 |  | 1.32%  | 1.32%  |
| 澳洲之聲 | 澳洲之聲      |  | 1.32%  | 1.32%  |
| 波科克的黨 | 波科克的黨    |  | 1.32%  | 1.32%  |
| 泰瑞爾的黨 | 泰瑞爾的黨    |  | 1.32%  | 1.32%  |
| 統一澳洲黨 | 統一澳洲黨    |  | 1.32%  | 1.32%  |
| 無黨籍 | 無黨籍        |  | 1.32%  | 1.32%  |

| 新南威爾斯州 維多利亞州 昆士蘭州 西澳大利亞州 南澳大利亞州 塔斯馬尼亞州 澳大利亞首都特區 北領地 | 新南威爾斯州 維多利亞州 昆士蘭州 西澳大利亞州 南澳大利亞州 塔斯馬尼亞州 澳大利亞首都特區 北領地 | 新南威爾斯州 維多利亞州 昆士蘭州 西澳大利亞州 南澳大利亞州 塔斯馬尼亞州 澳大利亞首都特區 北領地 | 新南威爾斯州 維多利亞州 昆士蘭州 西澳大利亞州 南澳大利亞州 塔斯馬尼亞州 澳大利亞首都特區 北領地 | 新南威爾斯州 維多利亞州 昆士蘭州 西澳大利亞州 南澳大利亞州 塔斯馬尼亞州 澳大利亞首都特區 北領地 | 新南威爾斯州 維多利亞州 昆士蘭州 西澳大利亞州 南澳大利亞州 塔斯馬尼亞州 澳大利亞首都特區 北領地 | 新南威爾斯州 維多利亞州 昆士蘭州 西澳大利亞州 南澳大利亞州 塔斯馬尼亞州 澳大利亞首都特區 北領地 | 新南威爾斯州 維多利亞州 昆士蘭州 西澳大利亞州 南澳大利亞州 塔斯馬尼亞州 澳大利亞首都特區 北領地 | 新南威爾斯州 維多利亞州 昆士蘭州 西澳大利亞州 南澳大利亞州 塔斯馬尼亞州 澳大利亞首都特區 北領地 | 新南威爾斯州 維多利亞州 昆士蘭州 西澳大利亞州 南澳大利亞州 塔斯馬尼亞州 澳大利亞首都特區 北領地 | 新南威爾斯州 維多利亞州 昆士蘭州 西澳大利亞州 南澳大利亞州 塔斯馬尼亞州 澳大利亞首都特區 北領地 | 新南威爾斯州 維多利亞州 昆士蘭州 西澳大利亞州 南澳大利亞州 塔斯馬尼亞州 澳大利亞首都特區 北領地 | 新南威爾斯州 維多利亞州 昆士蘭州 西澳大利亞州 南澳大利亞州 塔斯馬尼亞州 澳大利亞首都特區 北領地 |
| 政黨                                                                                            | 政黨                                                                                            | 新南威爾士州                                                                                    | 維多利亞州                                                                                      | 昆士兰州                                                                                        | 西澳大利亚州                                                                                    | 南澳大利亞州                                                                                    | 塔斯馬尼亞州                                                                                    | 澳大利亞首都領地                                                                                | 北领地                                                                                          | 贏得席次 (2025)                                                                                 | 總共 (2025)                                                                                     | 上屆 (2022)                                                                                     |
| ----------------------------------------------------------------------------------------------- | ----------------------------------------------------------------------------------------------- | ----------------------------------------------------------------------------------------------- | ----------------------------------------------------------------------------------------------- | ----------------------------------------------------------------------------------------------- | ----------------------------------------------------------------------------------------------- | ----------------------------------------------------------------------------------------------- | ----------------------------------------------------------------------------------------------- | ----------------------------------------------------------------------------------------------- | ----------------------------------------------------------------------------------------------- | ----------------------------------------------------------------------------------------------- | ----------------------------------------------------------------------------------------------- | ----------------------------------------------------------------------------------------------- |
|                                                                                                 | 工党                                                                                            | 2                                                                                               | 3                                                                                               | 2                                                                                               | 2                                                                                               | 3                                                                                               | 2                                                                                               | 1                                                                                               | 1                                                                                               | 16                                                                                              | 28                                                                                              | 25                                                                                              |
|                                                                                                 | 聯盟黨                                                                                          | 2                                                                                               | 2                                                                                               | 2                                                                                               | 2                                                                                               | 2                                                                                               | 2                                                                                               | –                                                                                               | 1                                                                                               | 13                                                                                              | 27                                                                                              | 30                                                                                              |
|                                                                                                 | 绿党                                                                                            | 1                                                                                               | 1                                                                                               | 1                                                                                               | 1                                                                                               | 1                                                                                               | 1                                                                                               | –                                                                                               | –                                                                                               | 6                                                                                               | 11                                                                                              | 11                                                                                              |
|                                                                                                 | 一國黨                                                                                          | 1                                                                                               | –                                                                                               | 1                                                                                               | 1                                                                                               | –                                                                                               | –                                                                                               | –                                                                                               | –                                                                                               | 3                                                                                               | 4                                                                                               | 2                                                                                               |
|                                                                                                 | 蘭比黨                                                                                          | –                                                                                               | –                                                                                               | –                                                                                               | –                                                                                               | –                                                                                               | 1                                                                                               | –                                                                                               | –                                                                                               | 1                                                                                               | 1                                                                                               | 1                                                                                               |
|                                                                                                 | 波科克黨                                                                                        | –                                                                                               | –                                                                                               | –                                                                                               | –                                                                                               | –                                                                                               | –                                                                                               | 1                                                                                               | –                                                                                               | 1                                                                                               | 1                                                                                               | 1                                                                                               |
|                                                                                                 | 其餘政黨                                                                                        | –                                                                                               | –                                                                                               | –                                                                                               | –                                                                                               | –                                                                                               | –                                                                                               | –                                                                                               | –                                                                                               | –                                                                                               | 4                                                                                               | 6                                                                                               |
| 總共                                                                                            | 總共                                                                                            | 6                                                                                               | 6                                                                                               | 6                                                                                               | 6                                                                                               | 6                                                                                               | 6                                                                                               | 2                                                                                               | 2                                                                                               | 40                                                                                              | 76                                                                                              | 76                                                                                              |

### 翻盤議席
斜體代表該議員沒有競逐連任。
| 選區         | 2022 | 2022           | 2022               | 2022       | 推定差距%  | 选票转移幅度% | 2025       | 2025            | 2025           | 2025 |
| 選區         | 政黨 | 政黨           | 議員               | 得票差距%  | 推定差距%  | 选票转移幅度% | 得票差距%  | 議員            | 政黨           | 政黨 |
| ------------ | ---- | -------------- | ------------------ | ---------- | ---------- | ------------- | ---------- | --------------- | -------------- | ---- |
| 班克斯       |      | 自由党         | 大衛·科爾曼        | 3.20       | 2.64       | 5.0           | 2.4        | 孙先志          | 工黨           |      |
| 巴斯         |      | 自由党         | 布麗奇特·阿徹      | 1.43       | 1.43       | 9.4           | 7.9        | 傑斯·蒂斯代爾   | 工黨           |      |
| 邦納         |      | 自由國家黨     | 羅斯·瓦斯塔        | 3.41       | 3.41       | 8.4           | 5.0        | 卡拉·庫克       | 工黨           |      |
| 布萊登       |      | 自由党         | 加文·皮爾斯        | 8.03       | 8.03       | 15.2          | 7.2        | 安妮·厄克特     | 工黨           |      |
| 布拉德菲爾德 |      | 自由党         | 保羅·弗萊徹        | 4.2 v IND  | 2.5 v IND  | 3.4           | 0.01       | 妮可萊特·波勒   | 青綠色獨立議員 |      |
| 布里斯班     |      | 绿党           | 史蒂芬·貝茨        | 3.7 v LNP  | 3.6 v LNP  | 59.0          | 9.0        | 馬唐納·賈萊特   | 工黨           |      |
| 迪金         |      | 自由党         | 麥可·蘇卡爾        | 0.19       | 0.02       | 2.8           | 2.8        | 麥特·格雷格     | 工黨           |      |
| 迪克森       |      | 自由國家黨     | 彼得·達頓          | 1.70       | 1.70       | 7.8           | 6.1        | 阿里·法蘭斯     | 工黨           |      |
| 福德         |      | 自由國家黨     | 伯特·范梅南        | 4.23       | 4.23       | 6.0           | 1.8        | 羅雲·霍茲伯格   | 工黨           |      |
| 戈爾茨坦     |      | 青綠色獨立議員 | 佐伊·丹尼爾        | 3.04       | 3.1        | 3.4           | 0.1        | 提姆·威爾森     | 自由党         |      |
| 格里菲斯     |      | 绿党           | 馬克斯·錢德勒-馬瑟 | 10.5 v LNP | 10.5 v LNP | 60.6          | 10.6 v GRN | 芮妮·科菲       | 工黨           |      |
| 休斯         |      | 自由党         | 珍妮·威爾          | 7.01       | 3.5        | 6.4           | 3.0        | 大衛·蒙克里夫   | 工黨           |      |
| 萊卡特       |      | 自由國家黨     | 華倫·恩奇          | 3.44       | 3.44       | 9.6           | 6.1        | 麥特·史密斯     | 工黨           |      |
| 墨爾本       |      | 绿党           | 亞當·班特          | 10.15      | 6.5        | 9.5           | 3.0        | 莎拉·威蒂       | 工黨           |      |
| 孟席斯       |      | 自由党         | 基思·沃拉漢        | 0.7        | –0.4       | 0.7           | 1.1        | 黄嘉博          | 工黨           |      |
| 摩爾         |      | 無黨籍         | 伊恩·古德諾        | 0.66       | 0.91       | 3.9           | 3.0        | 湯姆·弗倫奇     | 工黨           |      |
| 皮特里       |      | 自由國家黨     | 盧克·霍華斯        | 4.44       | 4.44       | 5.6           | 1.1        | 艾瑪·科默       | 工黨           |      |
| 史都華       |      | 自由党         | 詹姆斯·斯蒂文斯    | 0.45       | 0.45       | 7.1           | 6.6        | 克萊爾·克拉哈姆 | 工黨           |      |

## 選後分析

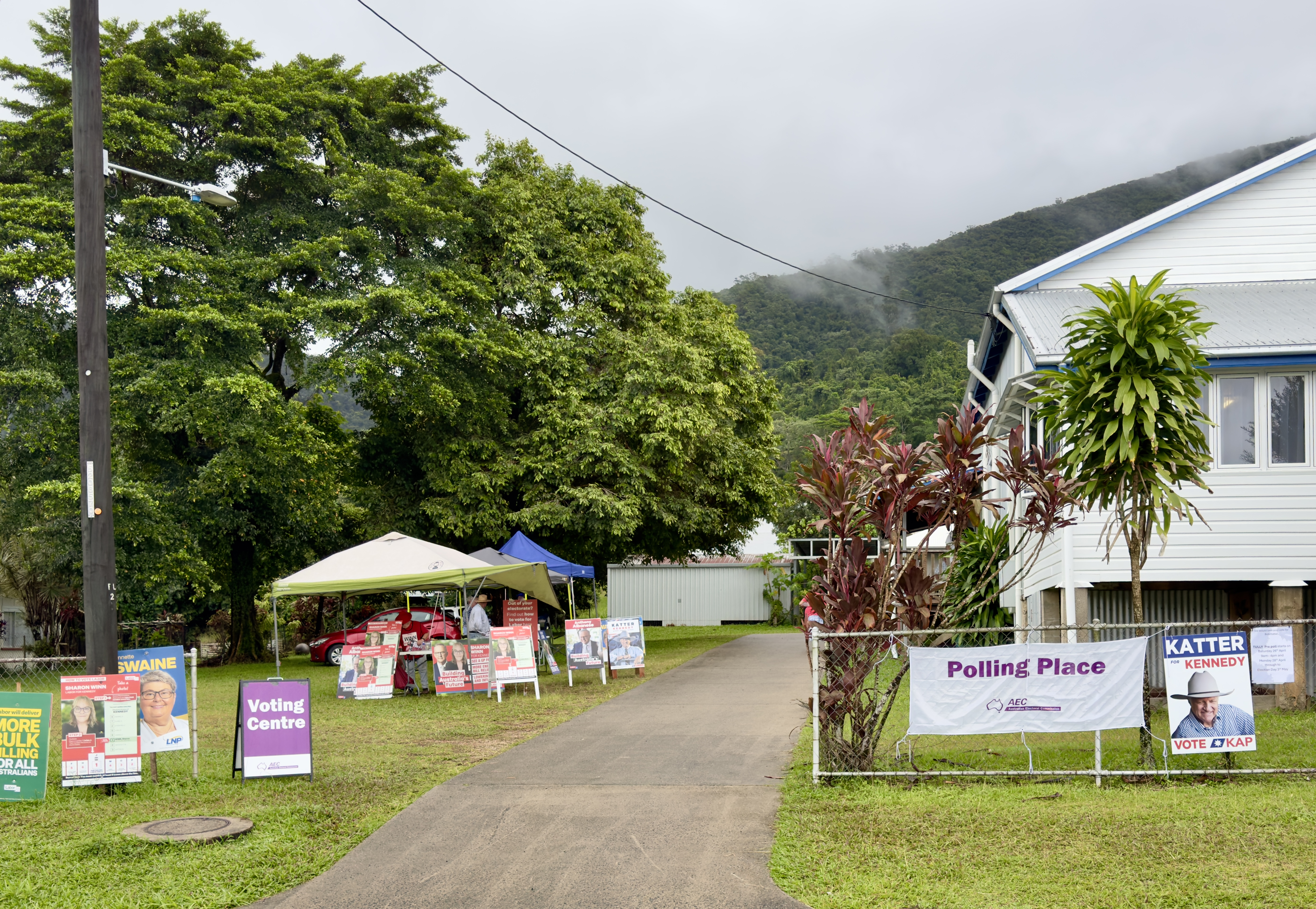
位於昆士蘭州肯尼迪區塔利鎮的一個投票站

東岸投票站關閉後僅三小時，知名選舉分析師安東尼·格林即預測工黨將成功連任。隨後，各大媒體也陸續預測工黨勝選，同時報導達頓將失去其議席。初步結果顯示，工党在全國六個州皆有席次增長，並自聯盟黨手中奪得至少十三席，其中包括昆士蘭州東南部四席、雪梨三席，以及塔斯馬尼亞北部的兩席。

#### 工党
在此次選舉中，工党成功贏得連任，不僅保住執政地位，更擴大其在眾議院的多數優勢。工黨此次共取得94席，比上屆選舉增加17席，為2007年以來最強的勝選結果。儘管工黨的初選票得票率僅為34.56%，並非歷史高點，但受惠於選區分布與反對陣營分裂，其最終席次大幅增加，成功橫掃雪梨、墨爾本、布里斯本等地都會選區，並奪回部分傳統上屬於綠黨或獨立人士的席位。
工黨的勝選被形容為「滑坡式胜利」與「驚人的逆轉」，成功推翻多數民調對工黨僅能取得小幅多數或導致懸峙國會的預測。因此，這場勝利也被拿來與同週稍早加拿大的大選作比較，加拿大自由黨黨魁馬克·卡尼領導的政府亦在落後民調的情況下扭轉局勢、取得進展並繼續執政。當時的反對黨加拿大保守黨領袖博勵治夫亦失去議席。根據英國廣播公司駐澳洲記者凱蒂·華森的分析，美國總統川普是這次選戰的「關鍵變數」，而其黨魁艾班尼斯則成功說服選民，在這個充滿不確定性的時代，他是「更穩妥的選擇」。然而，加拿大保守黨能夠獲得席位，並取得自1988年以來加拿大中右翼政黨的最高普選票，與聯盟黨失去更多席位不同，這表明其他國內因素，而不僅僅是「特朗普效應”是導致聯盟黨損失的原因。
在澳洲政治中，第一任期的政府在尋求連任時通常會失去一些席次，並面臨選票向在野黨傾斜的情況。然而，工黨在2025年的勝利打破了這個常態——這是澳洲歷史上首次有現任政府在完整執政第一任期後，不僅成功連任，還獲得更多席次，並且在選票上出現對執政黨的正向擺盪。上一次有第一任期政府在選舉中獲得選票回流，是1943年；當時的工黨總理約翰·柯廷帶領工黨大勝，但他是在上屆1940年選舉後透過跨黨派支持中途上任，並非透過選舉勝出取得政權。
工黨此次贏得眾議院150席中的62.67%，成為該黨歷來在席次百分比方面第二好的表現，超越了1983年鮑勃·霍克時期（60%）、1929年詹姆斯·斯卡林時期（61.3%），但仍未超越1943年創下的最高紀錄——66.2%。
此外，艾班尼斯成為自約翰·霍華德在2004年贏得第四任期以來，首位成功連任並完成完整任期的總理，同時也是自1990年鮑勃·霍克連任以來，首位達成此成就的工黨領袖。這亦是自1993年以來，工黨首次以多數政府形式成功連任，並創下工黨歷史上在國會中席次最多的紀錄。
在參議院方面，工黨獲得了35.11%的初選票，較上屆增加5.02個百分點，共取得28席，並為最大黨團。雖然工黨的席次略有上升，但距離過半的39席仍有一段距離，未來在推動立法時，將繼續仰賴綠黨或中立小黨的支持。

#### 聯盟黨
另一方面，聯盟黨則遭遇歷來最嚴重的敗選，僅取得43席，創下1946年聯盟正式組成以來的最低紀錄。聯盟黨的得票率為31.8%，雖稍微下降3.87個百分點，但因為在都會區選區表現慘澹，席次出現斷崖式滑落，並失去多個富裕選區與藍領傳統票倉，反映出其在當前政治格局中的定位逐漸邊緣化。
聯盟黨在此次選舉中已連續第四次（自2013年以來）失去初選票的支持。自由黨在眾議院的席次也降至自1945年創黨以來的最低點，並創下自1943年統一澳洲黨（自由黨前身）僅剩14席以來，非工黨政黨最慘烈的選舉結果。對自由黨的不利選情，被前自由黨資深部長西蒙·伯明罕形容為「災難性」。
聯盟黨在大城市選區中遭遇特別嚴重的選民轉向。尤其值得注意的是，自1946年以來首次，自由黨在阿德雷德一席未得；該市最後一位聯盟黨國會議員——史都華選區的詹姆斯·史蒂文斯，敗給了工黨候選人克萊兒·克拉特漢。在阿德雷德所屬的七個選區、逾400個投票所中，聯盟黨僅在八個投票所勝出。聯盟黨在雪梨僅剩三席，在墨爾本三席，在布里斯本兩席，在柏斯則僅保住一席。這使聯盟黨在2022年於都會選區所受的重大挫敗更加嚴重——當時多個傳統富裕選區，也就是聯盟黨及其前身長期以來的權力基礎，紛紛轉向支持青綠色獨立候選人或工黨。
其領袖達頓也成為為自2007年以來首次、也是聯邦成立以來第三次出現兩大政黨之一的領袖在選舉中失去國會席次的情況。（其選區由工黨的阿莉·法蘭斯勝出）
在參議院方面，聯盟黨在參議院中表現相對穩定，最終取得27席，但較上屆相比席次略微下降，寫跌落到第二黨團。其得票率拿到29.89%的初選票，較上屆下降4.35個百分點，由於其在選票分布上未能形成全國性優勢，加上小黨與獨立候選人得票分流，其席次增幅相對有限，未能奪得參議院主導權。

#### 绿党
绿党在本次選舉中遭遇重大挫折。儘管維持了約12.2%的初選票得票率，在全國政黨得票中排名第三，然而在眾議院的席次則從上屆的4席大幅下滑至僅剩1席，失去了墨爾本、布里斯本與南布里斯本等關鍵選區，綠黨黨魁賓德在墨爾本選區也被工黨的莎拉·威蒂擊敗。這些席位均被工黨奪回，顯示出進步派選民在「穩定執政」與「左派整合」之間的策略選擇趨向工黨集中。
分析人士將綠黨的失利歸因於多種因素，包括在外交政策上的爭議立場，特別是在加薩戰爭問題上，以及明顯偏離核心環境問題的立場，導致關鍵選區的選民疏遠。此外，綠黨在參議院表現則相對穩定，維持11席，繼續保有關鍵少數地位。

#### 其餘政黨
凱特的澳洲黨在北昆士蘭地區維持其傳統席次，較上屆減少0.05個百分點，保住原有眾議院肯尼迪1席。然而其全國初選票得票率跌至0.33%，創下創黨以來最差成績，顯示其區域性政黨特徵更為明顯。
中間聯盟在此次選舉中取得0.24%的初選票，較上屆減少0.01個百分點，保住原有眾議院南澳梅約1席。
一國黨在此次選舉中維持其在昆士蘭農村地區的基本盤，但仍未能打破眾議院零席次的局面。該黨在眾議院的全國初選票得票率約為6.40%，略有上升，並在參議院的得票率為5.67%，成功在參議院增加至4席，進一步鞏固其在參議院的存續地位。
蘭比黨在塔斯馬尼亞州延續穩定表現，取得1席參議院席位，總席次維持在1席。儘管其影響力主要局限於本州，但在中小黨中仍具相對穩定性。
另一方面，前橄欖球國手大衛·波科克成功保住其於澳洲首都特區所取得的參議院席次，並延續其個人品牌作為溫和獨立派的重要代表。
獨立候選人在此次選舉中表現略有上升，共取得10席，跟上屆一樣。以青綠色獨立候選人為代表的中間偏右候選人，仍在多個原由聯盟黨掌控的富裕市郊選區勝出，包括北雪梨、庫伯佩地與戈爾茨坦等地，但在整體政治影響力上，由於工黨已單獨取得多數，獨立議員的重要性相對降低。部分原本呼聲極高的獨立挑戰者，則未能複製2022年的勝利模式，敗於工黨或聯盟黨候選人。這其中有像凱莉亞·廷克因選區重劃而失去席位，以及喬伊·丹尼爾於墨爾本的戈爾茨坦選區敗於前議員提姆·威爾遜。
在悉尼北部的布拉德菲爾德選區，無黨籍候選人妮可蕾·博爾在激烈競爭中險勝自由黨候選人吉塞爾·卡普特里安。該選區開票結果為全國最後完成，至6月初方告結束。7月15日，卡普特里安就布拉德菲爾德選區結果提出法律訴訟，案件將交由選舉爭議法院審理。
帕爾默於2025年聯邦大選期間，斥資約6,000萬澳元，為其所屬的愛國者號角展開全國性廣告攻勢，其中逾600萬澳元用於YouTube及Meta平台，並發送超過1,700萬封簡訊。然而該黨最終未能贏得任何國會席次，全國得票率僅約1.85%。敗選後，帕爾默宣布退出政壇，理由為年事已高，希望將重心轉向慈善事業。

## 選後反應
澳洲廣播公司本次選舉之夜的轉播，是安東尼·格林擔任首席選舉分析師超過三十年來的最後一次演出。節目中特別播放了一段影片，前總理約翰·霍華德、陸克文、朱莉亞·吉拉德、東尼·艾伯特、馬爾科姆·特恩布爾、史考特·莫里森，以及現任總理安東尼·艾班尼斯，齊聲讚揚格林多年來為廣播公司所做出的卓越貢獻。

### 國內反應

#### 工党
當選舉結果明朗後，總理暨工党黨魁艾班尼斯宣布勝選，向支持者發表談話，表示將以謙遜與責任感回應選民的託付，感謝澳洲人民讓他能繼續服務這個「地球上最偉大的國家」。他強調，澳洲人此次投票表達了對「公平、進取與機會平等」等澳洲價值的支持，選擇了一個多數工黨政府，來面對全球不確定性下的各項挑戰。他傳遞團結與希望的信息，宣稱：「這是我們國家充滿機遇的時刻」，並指出：「我們擁有掌握這個時刻的一切條件，但必須齊心協力方能實現。」
艾班尼斯進一步指出，不論選民來自何處、信仰何種宗教、支持哪個政黨，所有人都是澳洲人，應該團結一致，在公平、平等與尊重的基礎上，共同推動國家的前進。他感性表示：「讓我們一起邁步向前，沒有人被排除，沒有人被遺落。」
他承諾新一屆政府將致力於投資教育、醫療與就業，並支持年輕家庭、年長者、原住民族及弱勢群體。對於首次將選票投給工黨的選民，他鄭重保證：「我們不會忘記這份信任，也絕不視其為理所當然。」
工黨在國會席次增加，導致黨內派系重新洗牌，工黨左派成為多數派。此變化，加上維多利亞州前派系實力人物修頓的離開，對內閣人事安排造成影響，特別是維州各個工黨右派派系間的勢力消長。
隸屬工黨右派的部長艾德·胡西奇與司法部長馬克·德雷福斯未能連任內閣職位，其職位由副總理理查德·马尔斯所屬派系的維州籍議員取代。此舉引發黨內不小的緊張氣氛，因兩位部長在前一任期表現普遍獲得好評。前總理保羅·基廷亦公開批評派系操盤手在黨內的影響力。

#### 聯盟黨
選舉之夜，時任聯盟黨兼反對黨領袖達頓於澳東時間晚間9點30分後承認敗選，坦言「今晚並非自由黨、我們的聯盟，甚至我們國家所期望的夜晚」，並表示他願意為這次選戰的失利承擔全部責任。他已致電總理艾班尼斯，表達祝賀之意，並稱這是工黨的歷史性時刻，也祝福艾班尼斯的家人，稱其母親「一定會為他今晚的成就感到無比驕傲」。達頓強調，能擔任聯盟黨領袖三年是莫大的榮耀，他感謝選區選民長期的信任與支持，並回顧過去為當地社區所做的努力。
儘管面對挫敗，他仍呼籲黨內同志團結一致，承諾自由黨將重建並捍衛其核心價值，「我們知道自己的信念，也將始終堅守它們」。他並未掩飾失落之情，提及有許多優秀候選人失去席位，也提及黨內「正經歷著痛苦的一夜」，但他強調，這個國家仍是「世界上最好的國家」，而他始終熱愛並為之奮鬥。之後，達頓辭去了自由黨黨魁職務。
在自由黨與國家黨內部，敗選帶來了深遠的影響，兩黨之間的緊張情勢也隨之升高。2025年5月13日，自由黨副黨魁利蘇珊成功當選為新任自由黨領袖兼聯盟黨與反對黨領袖，擊敗影子財政部長安格斯·泰勒，成為該黨自1944年成立以來首位女性領袖。泰德·歐布萊恩則當選為副黨魁。
國家黨方面，黨魁大衛·利特爾普勞德成功擊退參議員馬修·卡納萬的挑戰，保住領導地位。
此外，來自北領地的鄉村自由黨參議員賈欣塔·南皮金帕·普賴斯從國家黨轉至自由黨會議室，意圖角逐副黨魁一職，引發自由黨內溫和派的不滿。
選後，自由黨與國家黨之間的聯盟協議並未立即續簽。此舉使自由黨成為唯一的正式反對黨，而國家黨則轉向中立席次。自由黨計畫另行組建影子內閣，而國家黨則將任命各自的政策發言人。
雙方分離的決定，主要源自於政策立場差異及對影子內閣一致性的期待出現分歧。
但在宣佈分裂八日後，自由黨與國家黨達成協議，決定重組聯盟，理由是雙方在多項政策議題上達成共識，包含原本國家黨視為「紅線」的部分。新的影子內閣於5月28日公布，成員涵蓋自由黨與國家黨人士。
然而，前國家黨領袖巴納比·喬伊斯與麥克·麥科米克皆未被納入新團隊。兩人在選前皆為影子內閣成員，且曾公開反對兩黨分裂。

#### 綠黨
綠黨黨魁賓德在大選落敗後發表談話，正式承認失去墨爾本選區，並向工黨候選人威蒂致賀。他指出，儘管綠黨在該區獲得最高得票，卻因聯盟黨與一國黨偏好的流向而落敗。
在演說中，賓德分析此次敗選因素，包括選區邊界重劃、工黨成功將「反對達頓」形象集中、以及偏好流向對綠黨不利。他坦承這是場艱難的戰役，但強調：「我們曾多次成功攀登這座政治高峰，這次只是稍稍差了一點。」
賓德特別感謝其家人、選民、穆斯林與非洲裔社群，以及黨內同仁的支持。他強調，綠黨的成長與動能不會因一場選舉挫敗而終止，呼籲社會各界與媒體更嚴肅看待氣候危機：「我們應像面對戰爭般看待氣候變遷，不能再將其視為純粹政治議題。」
之後，賓德辭去了綠黨黨魁職務。2025年5月15日，昆士蘭州參議員拉里薩·沃特斯當選為綠黨新任黨魁。新南威爾斯州參議員梅林·法魯奇擊敗西澳參議員多琳達·考克斯，當選副黨魁。考克斯於6月2日宣布退出綠黨，轉投工黨。

### 國外反應
- 加拿大: 加拿大總理馬克·卡尼透過社交媒體向艾班尼斯表達祝賀，並表示：「在這個日益分裂的世界中，加拿大與澳洲始終是緊密的夥伴，也是最值得信賴的朋友。」[195][196]
- 中國: 中國外交部向艾班尼斯表達祝賀，並表示中國「願與艾班尼斯總理領導下的新一屆澳洲政府攜手合作，推動雙方關係邁向更加成熟、穩定且具建設性的全面戰略夥伴關係。」[197]
- 爱沙尼亚: 愛沙尼亞總理克里斯滕·米哈爾向艾班尼斯祝賀連任，並強調兩國雖地理遙遠，但彼此擁有穩固而深厚的合作關係。[198]
- 斐济: 斐濟總理西蒂韋尼·蘭布卡向艾班尼斯祝賀連任，並表示，他期待雙方在相互尊重、發展合作及促進區域穩定的基礎上，持續深化夥伴關係。[199]
- 法國: 法國總統艾曼紐·馬克宏向艾班尼斯表達祝賀，並表示：「面對全球挑戰，澳洲與法國在印太地區仍有許多合作空間。我們應以友誼與抱負，持續共同書寫雙邊夥伴關係的新篇章。」[200]
- 德国: 時任德國總理奧拉夫·蕭茲祝賀艾班尼斯及其政黨贏得大選。[201]
- 印度: 印度總理納倫德拉·莫迪對艾班尼斯的勝選與連任表示祝賀。他表示：「這次壓倒性的民意授權，展現了澳洲人民對您領導能力的堅定信任。我期待與您攜手合作，進一步深化印度與澳洲的全面戰略夥伴關係，並推進我們在印太地區對和平、穩定與繁榮的共同願景。」[202]
- 印度尼西亞: 印尼總統普拉博沃·蘇比安托透過社群媒體祝賀艾班尼斯再度當選總理，並表示期待持續強化印尼與澳洲的夥伴關係，攜手應對共同挑戰，推動本區域乃至全球的共同目標。他隨後也親自通話再次表達祝賀，並對艾班尼斯在選後擬訪印尼的意向表示歡迎。[203][204]
- 愛爾蘭: 愛爾蘭總理米哈爾·馬丁向艾班尼斯表達祝賀，讚揚其勝選，並強調愛爾蘭與澳洲間的堅實關係，以及雙方在應對各項挑戰上的合作潛力。[205]
- 日本: 日本首相石破茂祝賀艾班尼斯在澳洲聯邦大選中獲勝，並表示：「我期待與您持續合作，進一步發展作為『特別戰略夥伴』的雙邊關係，並共同實現『自由且開放的印太』願景。」[206]
- 拉脫維亞: 拉脫維亞總統埃德加斯·林克維奇斯祝賀艾班尼斯贏得大選，並表示期待深化拉澳雙邊關係，加強全球與區域安全，並於國際組織中展開密切合作。[207] 總理埃維卡·西利尼亞亦對艾班尼斯的壓倒性勝選表達祝賀，並強調拉澳兩國之間共享的價值與連結。[208]
- 马来西亚: 馬來西亞首相安華·伊布拉欣於社群媒體誠摯祝賀艾班尼斯勝選，並指出此次迅速揭曉的選舉結果意義重大。他亦表示，艾班尼斯對東南亞的關注備受肯定，並期待雙方持續合作，維護區域穩定、提升韌性，共同開創共享繁榮的未來。[209]
- 荷蘭: 荷蘭首相迪克·斯霍夫祝賀艾班尼斯在選舉中獲勝，並強調即便兩國相隔遙遠，荷澳之間依然保持緊密的雙邊關係。[210]
- 新西兰: 紐西蘭總理克里斯托弗·盧克森於社群媒體上祝賀艾班尼斯勝選，並表示：「紐西蘭沒有比澳洲更親密的朋友與更堅定的盟友。」他也期待雙方持續緊密合作。[211][212][213]
- 挪威: 挪威首相約納斯·加爾·史托爾祝賀艾班尼斯再次當選澳洲總理，並表示挪威期待與澳洲持續深化合作，特別是在國防與安全等重要領域。[214]
- : 巴布亞紐幾內亞總理詹姆斯·马拉佩祝賀艾班尼斯贏得選舉，並確認艾班尼斯將出席該國即將舉行的獨立紀念日慶祝活動。[212]
- 菲律賓: 菲律賓總統小馬可仕向艾班尼斯表達祝賀，並表示：「我國與澳洲之間的關係隨著時間推移日益緊密，這不僅建基於共同的價值觀，更源於深厚的友誼。也許，現在正是再次互訪的時機，不論是在澳洲共享一杯平白咖啡，或在老馬尼拉品嚐一杯香濃熱巧克力。」[215]
- 新加坡: 新加坡總理黃循財致函祝賀艾班尼斯勝選，表示兩國是志同道合的夥伴，共同致力於維護開放、包容與以規則為基礎的國際秩序。[216] 艾班尼斯隨後也向黃循財致賀，祝賀他在2025年與澳洲大選同日舉行的新加坡大選中獲勝。[217]
- 西班牙: 西班牙首相佩德羅·桑切斯透過社群媒體祝賀艾班尼斯與工黨在大選中勝出，並表示澳洲與西班牙將持續攜手努力，促進社會正義並捍衛共同的價值理念。[218]
- 臺灣: 台灣總統賴清德祝賀艾班尼斯勝選，並讚揚台灣與澳洲之間持續深化的良好關係。[219]
- 藏區: 西藏流亡政府司政邊巴次仁祝賀艾班尼斯勝選，並感謝他對藏人難民展現的關懷與同理心。[220]
- 乌克兰: 烏克蘭總統澤倫斯基祝賀艾班尼斯贏得選舉，並祝福他在服務澳洲人民及推動實質政績方面持續成功。[221]
- 英国: 英國首相基爾·斯塔默在社群媒體上祝賀艾班尼斯勝選，並表示：「遙遠的距離無礙深厚的友誼。」他也期待雙方在共同目標上持續攜手合作。[222]
- 美国: 美國國務卿馬可·魯比歐祝賀艾班尼斯贏得大選，並表示期待與澳洲深化關係，以推進雙方的共同利益，並促進印太地區與全球的自由與穩定。[223] 美國總統川普隨後也對媒體表示祝賀，稱自己對艾班尼斯有好感，與其關係良好，並表示對澳洲反對黨並不熟悉。在相關記者會中，艾班尼斯對此回應道：「我們將持續保持接觸。」[224]

#### 機構
- 欧洲联盟: 歐盟執委會主席烏蘇拉·馮德萊恩祝賀艾班尼斯及其政黨在澳洲聯邦大選中取得勝利。[225]

#### 個人
- 達賴喇嘛:第十四世達賴喇嘛致函祝賀艾班尼斯在政黨勝選後成功連任澳洲總理，並表達他對澳洲政府與人民長期關注與支持藏人自由與尊嚴的深切感謝。[226]